# Liste von Bergen des Rothaargebirges

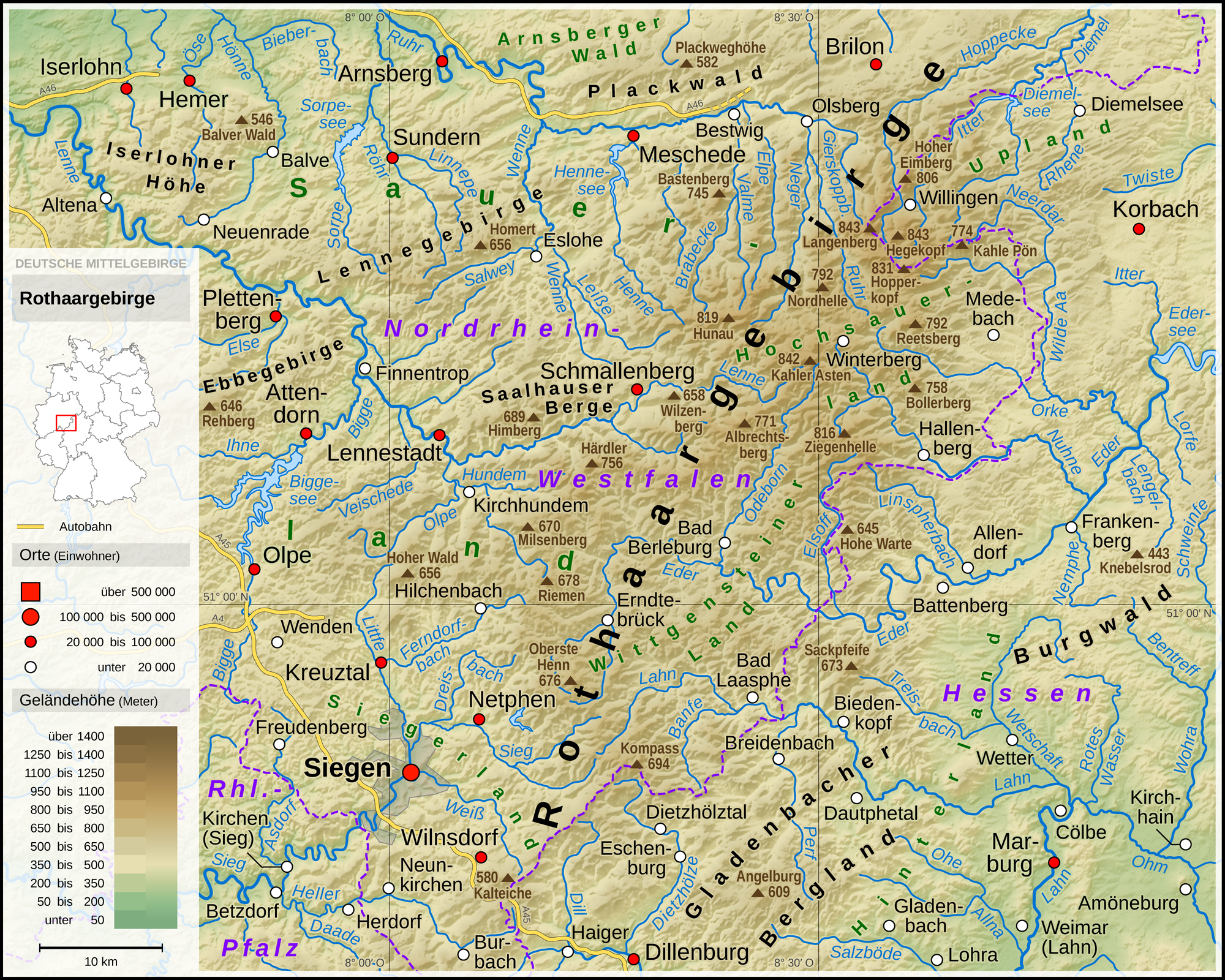
Topographische Karte des Rothaargebirges

Die Liste von Bergen des Rothaargebirges enthält eine Auswahl von Bergen und Erhebungen sowie deren Ausläufern im Rothaargebirge, einem Mittelgebirge des Rheinischen Schiefergebirges und Teil der zur naturräumlichen Haupteinheitengruppe Süderbergland gehörenden Haupteinheit Rothaargebirge (mit Hochsauerland) (Nr. 333) in Hessen und Nordrhein-Westfalen (Deutschland). Die Liste enthält auch solche Objekte des Nordostausläufers Upland sowie des ehemaligen Naturparks Rothaargebirge, der 2015 im Naturpark Sauerland-Rothaargebirge aufging, sowie der Naturparks Diemelsee und Lahn-Dill-Bergland. Es sind auch außerhalb des Rothaargebirges gelegene Objekte aufgeführt, zum Beispiel solche der zu den Innersauerländer Senken gehörenden nördlichen Vorhöhen unmittelbar südlich der Oberruhr zwischen Olsberg und Meschede, der zum Südsauerländer Bergland gehörenden Saalhauser Berge, des Ostsauerländer Gebirgsrandes und der Siegerländer Rothaar-Vorhöhen.
Siehe z. B. auch:
– Berge des Rheinischen Schiefergebirges
– Naturräumliche Gliederung des Süderberglandes
– Naturräumliche Gliederung des Rothaargebirges

## Bergliste
Acht Spalten der in der Ausgangsansicht absteigend nach Höhe in Meter (m) über Normalhöhennull (NHN; wenn nicht anders angegeben laut ) sortierten Tabelle sind durch Klick auf die Symbole bei ihren Überschriften sortierbar.
Spaltenerläuterungen:
Berg, Erhebung, Ausläufer:
In dieser Spalte sind Alternativnamen in Klammern gesetzt, kleingedruckt und kursiv geschrieben. Dort steht bei mehrmals vorkommenden, gleichnamigen Eintragungen kleingedruckt und in Klammern gesetzt zur Unterscheidung jeweils der Name der Ortschaft, zu der das Objekt gehört. Außerdem sind die Zellen der Objekte, die gänzlich außerhalb des Rothaargebirges bzw. der naturräumlichen Haupteinheit Rothaargebirge (mit Hochsauerland) (333) aber innerhalb von mindestens einem der drei oben genannten Naturparks liegen, grau unterlegt. Erhebungen, die aufgrund ihrer Dominanz und Prominenz keine eigenständigen Berge darstellen, sind mit dem Kürzel „Nk“ = Nebenkuppe gekennzeichnet, und zudem ist dort der Berg, dessen Ausläufer sie darstellen, genannt.
Naturraum und Nr.:
In dieser Spalte ist die Naturraumeinheit genannt, in welcher der Gipfel liegt; dort befindet sich bei in mehreren Einheiten gelegenen Objekten (sofern deren Gipfel nicht genau auf der Grenze liegt) in kleiner Schrift die angrenzende Einheit. In der rechts benachbarten Spalte ist die dazugehörige Naturraum-Nummer aufgeführt.
Lage:
In dieser Spalte ist bei einem Objekt bei dem mindestens zwei Gemeinden gelistet sind, die Gemeinde, in deren Gebiet der Gipfel (sofern sich dieser nicht genau auf der Grenze befindet) liegt, fettgedruckt.
Landkreis:
In dieser Spalte ist bei einem Objekt, bei dem mehrere Landkreise gelistet sind, der (erstgenannte) Landkreis, in dem der Gipfel (sofern sich dieser nicht genau auf der Grenze befindet) liegt, fettgedruckt. Wenn alle Gemeinden im selben Landkreis liegen, ist dieser nur einmal genannt.
Land:
In dieser Spalte ist bei einem Objekt, bei dem zwei Länder gelistet sind, die Erstnennung des Landes, in dem der Gipfel (sofern sich dieser nicht genau auf der Grenze befindet) liegt, fettgedruckt. Wenn alle Gemeinden im selben Land liegen, ist dieses nur einmal genannt.
Abkürzungen:
Die in der Tabelle verwendeten Abkürzungen sind unten erläutert.
| Berg, Erhebung, Ausläufer (Geo-Koordinaten)                                                                                                 | Höhe (m)          | Naturraum                                                                                     | Nr.                         | Natur- park (s. u.) | Lage: Gemeinde – Ortschaft (bei/zwischen)                                                                                 | Land- kreis (s. u.) | Land (s. u.) | Ort von (Lage in/mit NSG; Sehenswürdigkeiten; Gewässer/-quellen) | Bild |
| --- | ----------------- | --------------------------------------------------------------------------------------------- | --------------------------- | ------------------- | --- | ------------------- | ------------ | --- | --- |
| Langenberg (Willingen) (51° 16′ 35″ N, 8° 33′ 30″ O)                                                                                        | 843,2             | Langenberg                                                                                    | 333.58                      | D-See               | Olsberg – Bruchhausen Winterberg – Niedersfeld Willingen – Willingen (Ko)                                                 | HSK KB              | NW HE        | Q: Burbecke Q: Schmala (n) | Blick vom Clemensberg zum Langenberg |
| Hegekopf (Willingen) s. a. Hegeberg (51° 16′ 11″ N, 8° 35′ 19″ O)                                                                           | 842,9             | Langenberg                                                                                    | 333.58                      | D-See               | Willingen – Willingen (Ko)                                                                                                | KB                  | HE           | Q: Ruthenaar | Blick von der Niedersfelder Hochheide (mit Naturschutzgebiet Neuer Hagen) zum Hegekopf (mittig) |
| Kahler Asten (51° 10′ 46″ N, 8° 29′ 20″ O)                                                                                                  | 841,9             | Astenberg                                                                                     | 333.54                      | RHG (SL-RHG)        | Winterberg – Altastenberg – Lenneplätze – Neuastenberg – Winterberg (Ko)                                                  | HSK                 | NW           | Astenturm (AT), NSG: – Bergwiesen bei Altastenberg – Heidmecke – Kahler Asten (LP Schmallenberg) – Kahler Asten (LP Winterberg) – Oberes Lennetal (Schmallenberg); Skiliftkarussell Winterberg; Q: Lenne Q: Odeborn                                                                | Blick vom Stüppelturm südsüdostwärts zum mittig am Horizont befindlichen Kahlen Asten |
| Ettelsberg (51° 16′ 40″ N, 8° 35′ 51″ O) | 837,7             | Langenberg                                                                                    | 333.58                      | D-See               | Willingen – Willingen (Ko)                                                                                                | KB                  | HE           | Skigebiet Willingen Ettelsberg-Seilbahn, Hochheideturm (AT), Kyrill-Pfad; Q: Ruthenaar | Blick von Willingen zum Ettelsberg |
| Clemensberg (51° 15′ 17″ N, 8° 34′ 28″ O)                                                                                                   | 837,0             | Langenberg                                                                                    | 333.58                      | D-See               | Winterberg – Hildfeld – Niedersfeld                                                                                       | HSK                 | NW           | NSG Neuer Hagen; Diabas-Steinbruch, Skilift/-piste | Westgipfel des Clemensbergs |
| Hopperkopf s. a. Hoppernkopf (51° 14′ 50″ N, 8° 35′ 55″ O)                                                                                  | 832,3             | Langenberg                                                                                    | 333.58                      | D-See               | Willingen – Stryck – Usseln Winterberg – Hildfeld                                                                         | KB HSK              | HE NW        | Q: Itter | |
| Hunau (51° 12′ 38″ N, 8° 23′ 42″ O) | 818,5             | Hunau                                                                                         | 333.55                      | RHG (SL-RHG)        | Schmallenberg – Bad Fredeburg – Bödefeld – Holthausen – Mittelsorpe – Obersorpe – Osterwald – Rehsiepen                   | HSK                 | NW           | NSG: – Hömberg / Brusenbecke / Eberg / Kalte Spring – Hunau - Langer Rücken - Heidberg; Fernmeldeturm Bödefeld, Skigebiet Bödefeld-Hunau; Q: Brabecke (Osterwaldsiepen) Q: Esenbeck (n) Q: Hunausiepen Q: Neger Q: Palme (Kietelsiepen) Q: Rösternath Q: Sorpe                     | Hunau bei Bad Fredeburg mit Fernmeldeturm Bödefeld |
| Ziegenhelle (51° 7′ 32″ N, 8° 31′ 47″ O) | 815,9             | Ziegenhelle                                                                                   | 333.51                      | RHG (SL-RHG)        | Bad Berleburg – Girkhausen – Wunderthausen Hallenberg – Hallenberg (Ko) Winterberg – Mollseifen – Züschen                 | SI HSK              | NW           | Ziegenhellenturm (AT), Snow World Züschen, NSG: – Hallenberger Wald – Züschener Wald; Q: Ahre (n) Q: Bäche Q: Schwarzenau Q: Schweinsjohanns Ahre (n) | |
| Mühlenkopf (51° 16′ 21″ N, 8° 36′ 13″ O) | 815,0             | Langenberg                                                                                    | 333.58                      | D-See               | Willingen – Stryck – Willingen (Ko)                                                                                       | KB                  | HE           | Mühlenkopfschanze; Q: Ruthenaar | Luftaufnahme von Mühlenkopfschanze, Mühlenkopf (linker Bildrand) und Hochheideturm (hinten) |
| Wallershöhe (Ziegenhelle-Nk) (51° 7′ 6″ N, 8° 31′ 59″ O)                                                                                    | 812,1             | Ziegenhelle                                                                                   | 333.51                      | RHG (SL-RHG)        | Bad Berleburg – Girkhausen – Wunderthausen Hallenberg – Hallenberg (Ko) Winterberg – Mollseifen – Züschen                 | SI HSK              | NW           | NSG: – Hallenberger Wald – Oster- und Moselkopf; Q: Elsoff Q: Schwarzenau | |
| Bremberg (51° 11′ 25″ N, 8° 29′ 45″ O) | 810,0             | Astenberg, Nordheller Höhen                                                                   | 333.54 333.57               | RHG (SL-RHG)        | Winterberg – Altastenberg – Winterberg (Ko)                                                                               | HSK                 | NW           | Skiliftkarussell Winterberg; Q: Büre Q: Renau Q: Sonneborn | |
| Hoher Eimberg (51° 18′ 43″ N, 8° 36′ 3″ O)                                                                                                  | 806,1             | Schellhorn- und Treiswald, Inneres Upland                                                     | 333.82 333.90               | D-See               | Brilon – Brilon-Wald Willingen – Schwalefeld – Willingen (Ko)                                                             | HSK KB              | NW HE        | Sendeturm (Südflanke) | Blick vom Hochheideturm auf dem Ettelsberg über Willingen hinweg zum Hohen Eimberg |
| Hoppernkopf s. a. Hopperkopf (51° 17′ 44″ N, 8° 34′ 24″ O)                                                                                  | 805,0             | Langenberg, Schellhorn- und Treiswald                                                         | 333.58 333.82               | D-See               | Brilon – Bruchhausen Willingen – Hoppern – Willingen (Ko)                                                                 | HSK KB              | NW HE        | Ex Richtplatz des Kurkölner Gogerichts, Skigebiet Willingen; Q: Schmala | Blick von Osten über Willingen hinweg zum Hoppernkopf |
| Hillekopf s. a. Hillkopf (51° 14′ 23″ N, 8° 35′ 56″ O)                                                                                      | 804,9             | Langenberg, Grafschafter Kammer (mit Upländer Tor), Harfeld                                   | 333.58 332.52 333.56        | RHG (SL-RHG)        | Medebach – Küstelberg – Wissinghausen Winterberg – Grönebach – Hildfeld                                                   | HSK                 | NW           | Q: Grundwasser Q: Hillebach (Hille) Q: Schweimecke | Südhang des Hillekopfs (aus der Luft) |
| Mittelsberg (51° 16′ 34″ N, 8° 35′ 0″ O) | 801,0             | Langenberg                                                                                    | 333.58                      | D-See               | Willingen – Hoppern – Willingen (Ko)                                                                                      | KB                  | HE           | | |
| Gerkenstein (51° 10′ 1″ N, 8° 28′ 51″ O) | 792,7             | Astenberg, Langewiese, Lennekessel                                                            | 333.54 333.53 333.6         | RHG (SL-RHG)        | Winterberg – Lenneplätze – Neuastenberg                                                                                   | HSK                 | NW           | NSG Bergwiesen bei Neuastenberg Skiliftkarussell Winterberg, Wasserbehälter Sendemast/-turm; Q: Balzsiepen Q: Ochsenstallsgraben (Michelmannssiepen) Q: Zwistgraben | |
| Hohe Pön (51° 16′ 1″ N, 8° 37′ 25″ O) | 792,7             | Langenberg                                                                                    | 333.58                      | D-See               | Medebach – Titmaringhausen Willingen – Stryck – Usseln                                                                    | HSK KB              | NW HE        | Q: Aarbach Q: Wamecke | |
| Heikersköpfchen (Heikers Köpfchen) (51° 12′ 19″ N, 8° 21′ 40″ O)                                                                            | 792,4             | Hunau                                                                                         | 333.55                      | RHG (SL-RHG)        | Schmallenberg – Bad Fredeburg – Holthausen – Huxel – Mittelsorpe – Osterwald – Rimberg                                    | HSK                 | NW           | Q: Brabecke Q: Gleierbach (Westernah) Q: Heikerslohsiepen Q: Henne Q: Rellmecke (Rennemecke) Q: Unvalme | |
| Nordhelle (51° 14′ 4″ N, 8° 30′ 9″ O) | 792,2             | Nordheller Höhen                                                                              | 333.57                      | RHG (SL-RHG)        | Winterberg – Niedersfeld – Siedlinghausen – Silbach – Winterberg (Ko)                                                     | HSK                 | NW           | Q: Burmecke Q: Strülleken Q: Voßmecke | |
| Reetsberg (51° 12′ 23″ N, 8° 36′ 42″ O) | 792,2             | Hohe Seite                                                                                    | 333.7                       | RHG (SL-RHG)        | Medebach – Küstelberg Winterberg – Elkeringhausen                                                                         | HSK                 | NW           | NSG: – Waldreservat Glindfeld (LP Medebach) – Waldreservat Glindfeld (LP Winterberg) (n); Q: Eckeringhauser Siepen (n) Q: Gelängebach (n) Q: Hallebach (n) Q: Mückenhohlchen Q: Orke (n) Q: Reetsbergsiepen                                                                        | |
| Öhrenstein (51° 16′ 41″ N, 8° 32′ 4″ O) | 792,1             | Langenberg, Nordheller Höhen, Schellhorn- und Treiswald                                       | 333.58 333.57 333.82        |                     | Olsberg – Wiemeringhausen Willingen – Hoppern Winterberg – Niedersfeld                                                    | HSK KB HSK          | NW HE NW     | NSG Oserberg; Skilift/-piste; Q: Deutmecke (Deitmeckersiepen) Q: Medebach | |
| Schlossberg (Küstelberg) (51° 13′ 15″ N, 8° 37′ 7″ O)                                                                                       | 791,3             | Hohe Seite, Hardt und Wipperberg, Grafschafter Kammer (mit Upländer Tor), Harfeld             | 333.7 332.51 332.52 333.56  | RHG (SL-RHG)        | Medebach – Küstelberg | HSK                 | NW           | Skilift/-piste, Reetsbergloipe, Wetterstation; Q: Hallebach Q: Henkmecke Q: Laubecke Q: Orke | |
| Auf dem Sternrodt (51° 16′ 30″ N, 8° 32′ 29″ O)                                                                                             | 789,4             | Langenberg, Schellhorn- und Treiswald                                                         | 333.58 333.82               |                     | Olsberg – Bruchhausen – Wiemeringhausen Willingen – Hoppern Winterberg – Niedersfeld                                      | HSK KB HSK          | NW HE NW     | NSG: – Bochtenbeck – Burbecketal; Skilift/-piste; Q: Bochtenbeck Q: Burbecke (Burbecker Bach) Q: Medebach | |
| Sange (51° 13′ 50″ N, 8° 26′ 0″ O) | 788,5             | Hunau                                                                                         | 333.55                      | RHG (SL-RHG)        | Schmallenberg – Bödefeld – Osterwald – Rehsiepen Winterberg – Altenfeld – Siedlinghausen – Silbach                        | HSK                 | NW           | NSG: – Hömberg / Brusenbecke / Eberg / Kalte Spring – Hunau - Langer Rücken - Heidberg; Q: Birau (Giers) (n) Q: Elpe (Walbecke) Q: Valme (n) | |
| Krutenberg (Kreuterberg) Südwestkuppe: Nordostkuppe: (51° 15′ 2″ N, 8° 37′ 20″ O)                                                           | 785,0 780,7       | Langenberg                                                                                    | 333.58                      | D-See, RHG/ SL-RHG  | Medebach – Deifeld – Küstelberg – Titmaringhausen – Wissinghausen Willingen – Stryck – Usseln                             | HSK KB              | NW HE        | NSG: – Alter Hagen bei Willingen – Grundwassertal-Hollmecker Bachtal – Itter-Quellen – Jägers Weinberg – Wamecke – Wilde Aar; Q: Grundwasser Q: Wamecke Q: Wilde Aa (Aar) | |
| Dreiskopf (Treiskopf ) (51° 19′ 32″ N, 8° 36′ 31″ O)                                                                                        | 781,0             | Schellhorn- und Treiswald                                                                     | 333.82                      | D-See               | Brilon – Brilon-Wald Willingen – Schwalefeld – Willingen (Ko)                                                             | HSK KB              | NW HE        | Q: Bremecke (Quellbäche: Jückenhohl, Butterdelle) (n) | |
| Kappe (51° 10′ 53″ N, 8° 30′ 29″ O) | 776,0             | Astenberg, Hohe Seite                                                                         | 333.54 333.7                | RHG (SL-RHG)        | Winterberg – Willingen (Ko)                                                                                               | HSK                 | NW           | Skiliftkarussell Winterberg u. a. mit Bobbahn Winterberg; Bikepark Winterberg, Panorama-Erlebnis-Brücke, Sommerrodelbahn, Kletterwald; Q: Sonneborn (n) | Berg Kappe u. a. mit Bobbahn Winterberg |
| Kahle Pön (51° 15′ 51″ N, 8° 39′ 45″ O) | 775,3             | Inneres Upland, Grafschafter Kammer (mit Upländer Tor)                                        | 333.90 332.52               | D-See, RHG/ SL-RHG  | Medebach – Düdinghausen – Referinghausen – Titmaringhausen Willingen – Usseln                                             | HSK KB              | NW HE        | Skilift/-piste; Q: Diemel Q: Neerdar | |
| Albrechtsberg (51° 8′ 0″ N, 8° 24′ 43″ O)                                                                                                   | 770,8             | Östliche (Kühhuder) Rothaar, Langewiese, Lennekessel                                          | 333.52 333.53 333.6         | RHG (SL-RHG)        | Bad Berleburg – Girkhausen – Kühhude Schmallenberg – Almert – Oberkirchen – Schanze – Westfeld Winterberg – Hoheleye      | SI HSK              | NW           | NSG: – Rothaarkamm am Grenzweg – Waldreservat Schanze; Q: Bellmecke (Quellbäche: Große und Kleine Bellmecke) Q: Dödesbach Q: Emmegraben (Friedensquelle) Q: Hartmecke Q: Lausebach (Lause) Q: Schladebach (Grubensiepen) Q: Waldsiepen                                             | |
| Vorderster Hoher Knochen (51° 10′ 1″ N, 8° 27′ 28″ O)                                                                                       | 764,7             | Lennekessel                                                                                   | 333.6                       | RHG (SL-RHG)        | Schmallenberg – Hoher Knochen – Ohlenbach Winterberg – Lenneplätze – Neuastenberg                                         | HSK                 | NW           | Q: Rehsiepen Q: Hubertussiepen | |
| Rimberg (Winterberg) (51° 14′ 48″ N, 8° 32′ 16″ O)                                                                                          | 764,5             | Nordheller Höhen, Harfeld                                                                     | 333.57 333.56               |                     | Winterberg – Grönebach – Hildfeld – Niedersfeld                                                                           | HSK                 | NW           | NSG: – Irrgeister – Oberes Ruhrtal – Rimberg; Rimbergturm (AT), Sendeturm, Schutzhütte; Hillestausee (n) | Luftbild: Der Rimberg mit Hillestausee und den Winterberger Stadtteilen Niedersfeld (vorne; am Stausee) und Grönebach (mittig links)                                                                    |
| Hardt (51° 14′ 21″ N, 8° 26′ 30″ O) | 761,4             | Hunau, Bödefelder Mulde                                                                       | 333.55 333.80               | RHG (SL-RHG)        | Schmallenberg – Bödefeld – Hiege – Walbecke Winterberg – Altenfeld – Siedlinghausen                                       | HSK                 | NW           | NSG: – Hömberg / Brusenbecke / Eberg / Kalte Spring (n) – Feuchtgrünland an der Walbecke (n); Q: Elsterbach (Eftertbach) Q: Tingelosmecke (Elpe) | |
| Großer Kluskopf (51° 18′ 45″ N, 8° 34′ 28″ O) Mittlere Kuppe: Nordwestkuppe: Südkuppe:                                                      | 761,0 741,6 738,2 | Schellhorn- und Treiswald                                                                     | 333.82                      |                     | Brilon – Brilon-Wald Olsberg – Bruchhausen – Elleringhausen Willingen – Willingen (Ko)                                    | HSK KB              | NW HE        | NSG Großer Kluskopf; Q: Klußsiepen Q: Steinsiepen | |
| Schellhorn (Brilon-Wald) (Höhenzug) (siehe jeweilige Berge) (51° 18′ 45″ N, 8° 34′ 28″ O)                                                   | 761,0             | Schellhorn- und Treiswald, Habuch                                                             | 333.82 333.83               |                     | Brilon – Brilon-Wald Olsberg – Bruchhausen – Elleringhausen Willingen – Willingen (Ko)                                    | HSK KB              | NW HE        | Schellhorn-Berge: – Großer Kluskopf – Rehkopf | |
| Bollerberg s. a. Bollenberg (51° 9′ 32″ N, 8° 36′ 39″ O)                                                                                    | 757,7             | Hohe Seite, Hallenberger Hügelland                                                            | 333.7 332.41                | RHG (SL-RHG)        | Hallenberg – Hesborn – Liesen Medebach – Medelon Winterberg – Züschen                                                     | HSK                 | NW           | NSG: – Hilmesberg – Im Tal – Liesetal; Bollerbergturm (AT); Fernmeldeturm; Q: Olfe (Ölfe) Q: Talwasser | Blick von Südosten über Hesborn hinweg zum Bollerberg |
| Härdler (51° 6′ 14″ N, 8° 14′ 9″ O) | 756,3             | Westliche (Kühhuder) Rothaar                                                                  | 333.41                      | RHG (SL-RHG)        | Bad Berleburg – Wingeshausen Kirchhundem – Oberhundem Lennestadt – Milchenbach Schmallenberg – Jagdhaus                   | SI OE HSK           | NW           | NSG: – Härdler – Rothaarkamm am Grenzweg; Q: Drommecke Q: Milchenbach (n) Q: Mühlenbach Q: Sombornquelle: Gutmannsaatbach Q: Stämmer Siepen | Härdler von Norden |
| Alte Grimme (51° 11′ 59″ N, 8° 35′ 6″ O) | 754,9             | Hohe Seite                                                                                    | 333.7                       | RHG (SL-RHG)        | Winterberg – Elkeringhausen                                                                                               | HSK                 | NW           | NSG: – Waldreservat Glindfeld (LP Winterberg) – Waldreservat Glindfeld (LP Medebach) – Butterfeld – Alte Grimme – Ronsfeld – Grünlandkomplex obere Orke; Ex Zeche Elend, Bonifatiuskreuz; Q: Burbecke Q: Deutmecke Q: Röthmecke                                                    | Blick zur Alten Grimme aus südwestlicher Richtung |
| Hohe Seite (51° 10′ 33″ N, 8° 35′ 23″ O) | 752,5             | Hohe Seite                                                                                    | 333.7                       | RHG (SL-RHG)        | Hallenberg – Hesborn – Liesen Medebach – Medelon Winterberg – Elkeringhausen – Winterberg (Ko) – Züschen                  | HSK                 | NW           | NSG: – Waldreservat Glindfeld (LP Medebach) – Waldreservat Glindfeld (LP Winterberg) (n); Q: Brubecke Q: Das Düstere Hohl (Düsteres Hohl) Q: Dillmecke (Grabenhohl) | |
| Hinterster Hoher Knochen (51° 10′ 29″ N, 8° 28′ 6″ O)                                                                                       | 750,0             | Lennekessel                                                                                   | 333.6                       | RHG (SL-RHG)        | Schmallenberg – Ohlenbach Winterberg – Altastenberg – Lenneplätze                                                         | HSK                 | NW           | Q: Hubertussiepen | |
| Zwistberg (Streitberg) (s. a. Zwistkopf) (51° 8′ 40″ N, 8° 29′ 4″ O)                                                                        | 747,0             | Ziegenhelle                                                                                   | 333.51                      | RHG (SL-RHG)        | Bad Berleburg – Girkhausen Winterberg – Langewiese – Mollseifen – Neuastenberg – Züschen                                  | SI HSK              | NW           | NSG: – Wälder um Oster- und Moselkopf, – Züschener Wald; Q: Berkmecke Q: Klebebach | Blick vom Sauerland-Stabil-Stuhl zur Ziegenhelle |
| Poppenberg (51° 11′ 34″ N, 8° 30′ 33″ O) | 745,8             | Astenberg, Harfeld                                                                            | 333.54 333.56               | RHG (SL-RHG)        | Winterberg – Willingen (Ko)                                                                                               | HSK                 | NW           | Skiliftkarussell Winterberg; Q: Büre (n) | |
| Bastenberg (51° 18′ 4″ N, 8° 23′ 2″ O) | 744,8             | Ramsbecker Rücken und Schluchten, Oberruhrgesenke                                             | 333.81 335.0                |                     | Bestwig – Berlar – Ramsbeck – Werdern Meschede – Blüggelscheidt – Mosebolle Schmallenberg – Brabecke                      | HSK                 | NW           | NSG: – Am Bastenberg – Halden bei Ramsbeck – Haldengelände der Grube „Alexander“ – Himerk / Wettstein – Mönchenknapp; Wettstein (Felsformation), Rauchgaskamin Ramsbeck, Venetianerstollen am Bastenberg, Grube Alexander; Q: Berlarer Bach (n)                                    | |
| Kalied (Ka-Lied) (51° 15′ 43″ N, 8° 40′ 14″ O)                                                                                              | 744,8             | Langenberg, Inneres Upland                                                                    | 333.58 333.90               | RHG (SL-RHG)        | Medebach – Düdinghausen – Referinghausen – Titmaringhausen Willingen – Usseln                                             | HSK KB              | NW HE        | NSG: – Kahle Pön – Kahle Pön bei Usseln – Brüche-Talung; Schutzhütte, Sendeturm; Q: Diemel Q: Neerdar | |
| Radenstein (51° 8′ 2″ N, 8° 32′ 53″ O) | 743,7             | Ziegenhelle                                                                                   | 333.51                      | RHG (SL-RHG)        | Bad Berleburg – Girkhausen – Wunderthausen Hallenberg – Hallenberg (Ko) Winterberg – Mollseifen – Züschen                 | SI HSK              | NW           | NSG: – Hallenberger Wald – Züschener Wald; Snow World Züschen; Q: Walsbach (n) | |
| Hohe Hessel (51° 4′ 56″ N, 8° 13′ 21″ O) | 743,6             | Westliche (Kühhuder) Rothaar                                                                  | 333.41                      | RHG (SL-RHG)        | Bad Berleburg – Aue – Wingeshausen Kirchhundem – Oberhundem – Rüspe Lennestadt – Milchenbach                              | SI OE               | NW           | NSG Rothaarkamm am Grenzweg; Q: Dengessiepen (n) Q: Lange Meinscheid Q: Mühlenbach Q: Weißbach | |
| Emmet (51° 16′ 7″ N, 8° 38′ 33″ O) | 742,5             | Langenberg, Inneres Upland                                                                    | 333.58 333.90               | D-See               | Medebach – Titmaringhausen Willingen – Usseln – Wakenfeld                                                                 | HSK KB              | NW HE        | Skilift/-piste und Loipe; Q: Aarbach Q: Diemel | |
| Sähre (Seere) (51° 17′ 45″ N, 8° 40′ 17″ O)                                                                                                 | 741               | Inneres Upland, Flechtdorfer Höckerflur                                                       | 333.90 332.60               | D-See               | Willingen – Eimelrod – Hemmighausen – Rattlar – Usseln                                                                    | KB                  | HE           | Q: Mülmecke (n) | |
| Großer Kopf (51° 5′ 43″ N, 8° 21′ 3″ O) | 740,3             | Östliche (Kühhuder) Rothaar                                                                   | 333.52                      | RHG (SL-RHG)        | Bad Berleburg – Kühhude – Schüllar – Wingeshausen Schmallenberg – Jagdhaus – Latrop – Schanze                             | SI HSK              | NW           | NSG: – Rothaarkamm am Grenzweg – Waldreservat Schanze; Q: Helenenquelle Q: Homicker Siepen Q: Klotzlochsiepen Q: Lange Graben Q: Lutterbremke Q: Preisdorf Q: Ramsgraben Q: Trüfte Q: Westerze (Westerzebach)                                                                      | |
| Auf’m Knoll (51° 15′ 48″ N, 8° 38′ 30″ O)                                                                                                   | 739,3             | Langenberg, Grafschafter Kammer (mit Upländer Tor), Inneres Upland                            | 333.58 332.52 333.90        | D-See, RHG/ SL-RHG  | Medebach – Titmaringhausen Willingen – Stryck – Usseln                                                                    | HSK KB              | NW HE        | Q: Aarbach Q: Diemel Q: Wamecke | |
| Jüberg (51° 11′ 49″ N, 8° 21′ 26″ O) | 739,0             | Hunau                                                                                         | 333.55                      | RHG (SL-RHG)        | Schmallenberg – Bad Fredeburg – Holthausen – Huxel – Mittelsorpe – Osterwald – Rimberg                                    | HSK                 | NW           | Blutstein (Dk); Q: Heikerslohsiepen Q: Jübke (Jübecke) Q: Rellmecke | |
| Dommel (51° 19′ 54″ N, 8° 40′ 11″ O) | 738,0             | Schellhorn- und Treiswald, Inneres Upland                                                     | 333.8 333.90                | D-See               | Brilon – Bontkirchen Diemelsee – Ottlar – Stormbruch Willingen – Rattlar                                                  | HSK KB              | NW HE        | Dommelturm; Q: Dommelbach Q: Rutenbecke | Blick vom Höhekopf bei Rattlar nordostwärts zum Dommel |
| Musenberg (51° 16′ 24″ N, 8° 37′ 29″ O) | 738,0             | Langenberg, Inneres Upland                                                                    | 333.58 333.90               | D-See               | Willingen – Stryck – Usseln – Wakenfeld                                                                                   | KB                  | HE           | Mühlenkopfschanze (n); Q: Aarbach (n) | |
| Zwergberg (51° 11′ 55″ N, 8° 22′ 16″ O) | 737,2             | Hunau, Lennekessel                                                                            | 333.55 333.6                | RHG (SL-RHG)        | Schmallenberg – Holthausen – Huxel – Mittelsorpe – Obersorpe                                                              | HSK                 | NW           | Q: Rellmecke | |
| Schiershagen (51° 14′ 1″ N, 8° 22′ 54″ O)                                                                                                   | 736,6             | Hunau                                                                                         | 333.55                      |                     | Schmallenberg – Bödefeld – Gellinghausen – Osterwald – Rimberg                                                            | HSK                 | NW           | Soldatengrab; Q: Kalbersche (Wallensiepen) Q: Kohlhagensiepen Q: Rehmecke | |
| Langenberg (Silbach) (51° 12′ 12″ N, 8° 29′ 10″ O)                                                                                          | 735,0             | Nordheller Höhen                                                                              | 333.57                      | D-See               | Winterberg – Altastenberg – Silbach – Winterberg (Ko)                                                                     | HSK                 | NW           | NSG Hangquellmoor am Langenberg | |
| Zwellenberg (51° 13′ 42″ N, 8° 22′ 57″ O)                                                                                                   | 734,3             | Hunau                                                                                         | 333.55                      |                     | Schmallenberg – Bödefeld – Gellinghausen – Osterwald – Rimberg                                                            | HSK                 | NW           | Soldatengrab; Q: Kohlhagensiepen | |
| Herrloh (51° 11′ 42″ N, 8° 31′ 3″ O) | 732,9             | Harfeld                                                                                       | 333.56                      | RHG (SL-RHG)        | Winterberg – Winterberg (Ko)                                                                                              | HSK                 | NW           | Landwehr im Astengebiet, Skiliftkarussell Winterberg, St.-Georg-Schanze, 4 Mattenschanzen, Herrlohtunnel; Q: Helle Q: Namenlose (n) Q: Nuhne (n) | Blick über Winterberg hinweg zum Herrloh mit St.-Georg-Schanze |
| Kahlenberg (Brunskappel) s. a. Kahleberg (51° 16′ 10″ N, 8° 29′ 46″ O)                                                                      | 732,8             | Nordheller Höhen, Bödefelder Mulde                                                            | 333.57 333.80               |                     | Olsberg – Brunskappel – Wiemeringhausen Winterberg – Niedersfeld – Siedlinghausen                                         | HSK                 | NW           | NSG: – Kahlenberg – Wildenberg | |
| Wiedegge (51° 19′ 31″ N, 8° 27′ 59″ O) | 732,3             | Ramsbecker Rücken und Schluchten, Oberruhrgesenke                                             | 333.81 335.0                |                     | Olsberg – Helmeringhausen – Wulmeringhausen                                                                               | HSK                 | NW           | Q: Voßbach (Vossbach) | Blick von Südwesten vom Stüppelturm zur Wiedegge (rechts) mit ihrem Ausläufer Ohlenkopf (links) |
| Lagerstein (51° 10′ 20″ N, 8° 34′ 18″ O) | 732,1             | Hohe Seite, Harfeld                                                                           | 333.7 333.56                | RHG (SL-RHG)        | Winterberg – Elkeringhausen – Winterberg (Ko) – Züschen                                                                   | HSK                 | NW           | Q: Liese Q: Wolfsbach | |
| Klappersberg (51° 12′ 19″ N, 8° 25′ 36″ O)                                                                                                  | 731,8             | Hunau, Astenberg, Nordheller Höhen, Lennekessel                                               | 333.55 333.54 333.57 333.6  | RHG (SL-RHG)        | Schmallenberg – Rehsiepen Winterberg – Siedlinghausen                                                                     | HSK                 | NW           | NSG: – Hömberg / Brusenbecke / Eberg / Kalte Spring – Hunau - Langer Rücken - Heidberg – Kulturlandschaftskomplex Rehsiepen; Q: Birau (Giers) (n) Q: Hunausiepen (n) Q: Neger Q: Sorpe (n)                                                                                         | |
| Stüppel (51° 18′ 52″ N, 8° 25′ 50″ O) | 731,5             | Ramsbecker Rücken und Schluchten, Oberruhrgesenke                                             | 333.81 335.0                |                     | Bestwig – Andreasberg – Dörnberg – Ramsbeck – Wasserfall                                                                  | HSK                 | NW           | Freizeitpark Fort Fun mit Stüppelturm (AT), Sessellift, Sommerrodelbahn, Skipiste, Gaststätte Stüppelhütte, Kletterturm Gipfelstürmer; Q: Bilmecke | Blick vom Lörmecke-Turm (Plackwald) südostwärts zum Stüppel mit Stüppelturm |
| Hömberg (Bruchhausen) Nordnordwewstkuppe: Mittlere Kuppe: Südsüdostkuppe: (51° 18′ 27″ N, 8° 33′ 19″ O)                                     | 730,0 726,2 729,6 | Schellhorn- und Treiswald, Bödefelder Mulde                                                   | 333.82 333.80               |                     | Olsberg – Bruchhausen Willingen – Willingen (Ko) Winterberg – Niedersfeld                                                 | HSK KB HSK          | NW HE NW     | | |
| Hoher Hagen (51° 14′ 53″ N, 8° 30′ 17″ O)                                                                                                   | 729,6             | Nordheller Höhen, Bödefelder Mulde                                                            | 333.57 333.80               |                     | Winterberg – Niedersfeld – Siedlinghausen                                                                                 | HSK                 | NW           | NSG Huckeshohl-Lorenbecke; Q: Burmecke Q: Hambkebecke Q: Stammecke (Stammeckebach) | |
| Heidberg (Rehsiepen) Südkuppe: Nordkuppe: (51° 11′ 13″ N, 8° 24′ 19″ O)                                                                     | 729,2 727,7       | Lennekessel                                                                                   | 333.6                       | RHG (SL-RHG)        | Schmallenberg – Inderlenne – Lengenbeck – Mittelsorpe – Obersorpe – Nesselbach – Nordenau – Rehsiepen – Rellmecke         | HSK                 | NW           | NSG: – Hunau - Langer Rücken - Heidberg – Keitenplatz; Q: Esenbecke Q: Scheppsiepen | |
| Ohlenkopf (Wiedegge-Nk) (Ohlenberg) (51° 19′ 35″ N, 8° 27′ 37″ O)                                                                           | 729,2             | Ramsbecker Rücken und Schluchten, Oberruhrgesenke                                             | 333.81 335.0                |                     | Olsberg – Helmeringhausen – Wulmeringhausen                                                                               | HSK                 | NW           | Gipfelkreuz; Q: Voßbach (Vossbach) | Blick von Südwesten vom Stüppelturm zum Ohlenkopf (links) mit dem Berg Wiedegge (rechts) |
| Istenberg (51° 19′ 10″ N, 8° 33′ 5″ O) | 728,0             | Schellhorn- und Treiswald, Bödefelder Mulde                                                   | 333.82 333.80               |                     | Brilon – Brilon-Wald Olsberg – Bruchhausen                                                                                | HSK                 | NW           | Bruchhauser Steine; Q: Limmecke | Nordwestteil des Istenbergs mit Bruchhauser Steinen |
| Schneeberg (51° 17′ 1″ N, 8° 38′ 27″ O) | 726,3             | Inneres Upland                                                                                | 333.90                      | D-See               | Willingen – Rattlar – Stryck – Usseln – Wakenfeld – Willingen (Ko)                                                        | KB                  | HE           | | |
| Eschenberg (51° 14′ 34″ N, 8° 31′ 2″ O) | 726,0             | Nordheller Höhen                                                                              | 333.57                      | RHG (SL-RHG)        | Winterberg – Niedersfeld – Siedlinghausen – Silbach – Winterberg (Ko)                                                     | HSK                 | NW           | Skigebiet Eschenberg; Q: Burmecke | |
| Bracht (Dornheim) s. a. Kappler Bracht (51° 14′ 4″ N, 8° 20′ 35″ O)                                                                         | 725,7             | Hunau, Bödefelder Mulde                                                                       | 333.55 333.80               |                     | Schmallenberg – Dornheim – Föckinghausen – Gellinghausen – Oberrarbach – Rimberg                                          | HSK                 | NW           | Skilift/-piste; Q: Askaysiepen Q: Doorne (Dornheimer Bach) Q: Geilenschlahbach Q: Gelmecke Q: Gengenasiepen | |
| Waldemei (51° 10′ 53″ N, 8° 22′ 58″ O) | 725,6             | Lennekessel                                                                                   | 333.6                       | RHG (SL-RHG)        | Schmallenberg – Inderlenne – Lengenbeck – Mittelsorpe – Obersorpe – Niedersorpe                                           | HSK                 | NW           | NSG Trinsberg (n) | |
| Steinmarkskopf (51° 16′ 5″ N, 8° 25′ 34″ O)                                                                                                 | 723,5             | Ramsbecker Rücken und Schluchten, Bödefelder Mulde                                            | 333.81 333.80               |                     | Bestwig – Obervalme – Ramsbeck – Untervalme Olsberg – Elpe Schmallenberg – Bödefeld Winterberg – Altenfeld                | HSK                 | NW           | NSG Steinmarkskopf-Hardenberg; Q: Hagmecker Siepen (n) Q: Obere Lehmecke Q: Steinbecke | |
| Molbecke Südostkuppe: Nordwestkuppe: (51° 10′ 54″ N, 8° 31′ 59″ O)                                                                          | 722,9 715,2       | Harfeld, Hohe Seite                                                                           | 333.56 333.7                | RHG (SL-RHG)        | Winterberg – Willingen (Ko)                                                                                               | HSK                 | NW           | NSG Molbecke; früher mit: Skilift/-piste; Q: Molbecke Q: Nuhne (n) | |
| Iberg (Willingen) (51° 17′ 48″ N, 8° 37′ 4″ O)                                                                                              | 720,5             | Inneres Upland                                                                                | 333.90                      | D-See               | Willingen – Schwalefeld – Willingen (Ko)                                                                                  | KB                  | HE           | Besucherbergwerk Schiefergrube Christine, Orenbergschanzen | |
| Dumel (51° 12′ 17″ N, 8° 32′ 24″ O) | 720,2             | Harfeld                                                                                       | 333.56 333.7                | RHG (SL-RHG)        | Winterberg – Elkeringhausen – Winterberg (Ko)                                                                             | HSK                 | NW           | Landwehr im Astengebiet, Sendemast/-turm, Wasserbehälter; Q: Helle (n) Q: Kohlseifen Q: Lemecke | |
| Hillkopf Mittlere Kuppe: Südsüdwestkuppe: Nordkuppe: s. a. Hillekopf (51° 13′ 44″ N, 8° 28′ 24″ O)                                          | 717,4 696,0 654,2 | Nordheller Höhen                                                                              | 333.57                      | RHG (SL-RHG)        | Winterberg – Silbach, – Siedlinghausen                                                                                    | HSK                 | NW           | Skilift/-piste, Wasserbehälter | |
| Saukopf (51° 6′ 51″ N, 8° 22′ 46″ O) | 716,3             | Östliche (Kühhuder) Rothaar                                                                   | 333.52                      | RHG (SL-RHG)        | Bad Berleburg – Bad Berleburg (Ko) – Kühhude – Wemlighausen Schmallenberg – Grafschaft – Latrop – Schanze                 | SI HSK              | NW           | NSG: – Rothaarkamm am Grenzweg – Waldreservat Schanze; Q: Hochgelmker Siepen Q: Litzige Q: Mennerte Q: Schladebach (Grubensiepen) | |
| Heidkopf s. a. Heidekopf (51° 19′ 53″ N, 8° 30′ 31″ O)                                                                                      | 715,3             | Ramsbecker Rücken und Schluchten, Bödefelder Mulde                                            | 333.81 333.80               |                     | Olsberg – Assinghausen – Bruchhausen – Elleringhausen – Gierskopp – Wulmeringhausen                                       | HSK                 | NW           | NSG Hangwälder des Olsberges; Q: Ännchenquelle Q: Assmecke Q: Gladmecke Q: Lüermecke Q: Schmittecke | Blick von der Nordkuppe des Ginsterkopfs westwärts in das Tal des Gierskoppbachs mit Elleringhausen (mittig) und dem Ruthenberg (rechts); dahinter das Massiv von Heidkopf (links) und Olsberg (rechts) |
| Koppen (51° 20′ 26″ N, 8° 40′ 51″ O) | 715,1             | Schellhorn- und Treiswald, Vorupländer Hügelland, Padberger Schweiz, Inneres Upland           | 333.82 332.61 332.70 333.90 | D-See               | Brilon – Bontkirchen Diemelsee – Ottlar – Stormbruch                                                                      | HSK KB              | NW HE        | Q: Hagenbicke Q: Rutenbecke | |
| Hömberg (Siedlinghausen) (51° 14′ 11″ N, 8° 27′ 19″ O)                                                                                      | 715,0             | Hunau, Nordheller Höhen, Bödefelder Mulde                                                     | 333.55 333.57 333.80        | RHG (SL-RHG)        | Schmallenberg – Walbecke Winterberg – Altenfeld – Siedlinghausen – Silbach                                                | HSK                 | NW           | NSG Hömberg / Brusenbecke / Eberg / Kalte Spring; Q: Elsterbach (n) Q: Kietelmecke | |
| Heerhagen (51° 10′ 55″ N, 8° 25′ 29″ O) | 713,6             | Lennekessel                                                                                   | 333.6                       | RHG (SL-RHG)        | Schmallenberg – Nesselbach – Nordenau                                                                                     | HSK                 | NW           | Sendemast/-turm, Ex Schiefergrube Sperlingslust (im Tal der Langen Bieke; n); Q: Lange Bieke (n) | Blick vom Schmallenberger Ortsteil Nesselbach nach Südsüdwesten zum Heerhagen (mittig) |
| Rimberg (Rarbach) (51° 13′ 8″ N, 8° 20′ 22″ O)                                                                                              | 713,2             | Hunau                                                                                         | 333.55                      |                     | Schmallenberg – Bad Fredeburg – Gellinghausen – Oberrarbach – Osterwald – Rimberg                                         | HSK                 | NW           | Skilift/-piste; Q: Düsmecke (n) Q: Rarbach | |
| Lüerberg (51° 17′ 50″ N, 8° 38′ 9″ O) | 713,0             | Inneres Upland                                                                                | 333.90                      | D-See               | Willingen – Rattlar – Schwalefeld – Stryck – Usseln – Wakenfeld – Willingen (Ko)                                          | KB                  | HE           | Q: Wiedbach (n) | |
| Kahlenberg (Bad Fredeburg) s. a. Kahleberg (51° 12′ 24″ N, 8° 19′ 49″ O)                                                                    | 712,6             | Hunau, Fredeburger Hügelland                                                                  | 333.55 335.11               | RHG (SL-RHG)        | Schmallenberg – Bad Fredeburg – Huxel – Rimberg                                                                           | HSK                 | NW           | NSG Quellgebiet der Henne; Skigebiet Ochsenkamp, Schneekreuz (Bergkreuz); Q: Frettelt Q: Gleierbach (Westernah) (n) Q: Henne Q: Leiße | |
| Nonnenberg (Osterwald) (51° 13′ 37″ N, 8° 22′ 0″ O)                                                                                         | 711,6             | Hunau                                                                                         | 333.55                      |                     | Schmallenberg – Bödefeld – Gellinghausen – Osterwald – Rimberg                                                            | HSK                 | NW           | Q: Kohlhagensiepen (n) | |
| Kahleberg (Kahle) s. a.: – Kahlenberg (Bad Fredeburg) – Kahlenberg (Wiemeringhausen) (51° 6′ 19″ N, 8° 11′ 49″ O)                           | 710,9             | Westliche (Rüsper) Rothaar, Oberlennebergland                                                 | 333.41 3362.52              | RHG (SL-RHG)        | Kirchhundem – Oberhundem – Selbecke – Stelborn Lennestadt – Milchenbach – Saalhausen                                      | OE                  | NW           | NSG Bärenloch; Alpenhaus (643 m); Q: Heiligenborn (n) Q: Hundem Q: Milchenbach Q: Selbecke (Hometsiepen) Q: Störmecke Siepen | |
| Osterkopf (51° 17′ 21″ N, 8° 40′ 19″ O) | 708,5             | Inneres Upland                                                                                | 333.90                      | D-See               | Willingen – Eimelrod – Usseln                                                                                             | KB                  | HE           | NSG Osterkopf bei Usseln; Q: Mülmecke | Blick vom Heimberg ostnordostwärts zum Osterkopf |
| Fohrenkopf (51° 20′ 1″ N, 8° 35′ 59″ O) | 707,3             | Habuch, Schellhorn- und Treiswald                                                             | 333.83 333.82               | D-See               | Brilon – Brilon-Wald | HSK                 | NW           | Q: Kleine Eimecke Q: Laupke (n) | |
| Hermannsberg (51° 18′ 12″ N, 8° 39′ 5″ O)                                                                                                   | 705,1             | Inneres Upland                                                                                | 333.90                      | D-See               | Willingen – Rattlar – Usseln                                                                                              | KB                  | HE           | Hermannstein; Q: Wiedbach (n) | |
| Olsberg Nordkuppe: Südkuppe: (51° 20′ 34″ N, 8° 30′ 11″ O)                                                                                  | 703,8 701,0       | Ramsbecker Rücken und Schluchten, Oberruhrgesenke                                             | 333.81 335.0                |                     | Olsberg – Elleringhausen – Gierskopp – Olsberg – Wulmeringhausen                                                          | HSK                 | NW           | NSG Hangwälder des Olsberges; Sender Olsberg; Q: Lüermecke Q: Luisenquelle | Blick von der Nordkuppe des Ginsterkopfs westwärts in das Tal des Gierskoppbachs mit Elleringhausen (mittig) und dem Ruthenberg (rechts); dahinter das Massiv von Olsberg (rechts) und Heidkopf (links) |
| Heidekopf (Heidkopf) Ostsüdostkuppe: Westnordwestkuppe: s. a.: – Heidkopf (Olsberg) – Heidkopf (Schmallenberg) (51° 6′ 58″ N, 8° 35′ 26″ O) | 703,8 700,2       | Ziegenhelle, Hallenberger Hügelland, Wilde Struth                                             | 333.51 332.41 333.50 333.7  | RHG (SL-RHG)        | Hallenberg – Hallenberg (Ko) – Liesen                                                                                     | HSK                 | NW           | NSG Hallenberger Wald; Heidekopfturm (AT); Q: Heidebach Q: Weifer Heidebach | |
| Iberg (Siedlinghausen) (51° 14′ 43″ N, 8° 29′ 36″ O)                                                                                        | 703,7             | Nordheller Höhen, Bödefelder Mulde                                                            | 333.57 333.80               |                     | Winterberg – Siedlinghausen                                                                                               | HSK                 | NW           | NSG Iberg; Bergsee, Q: Burmecke (n) Q: Hambkebecke | |
| Orenberg (51° 17′ 31″ N, 8° 37′ 17″ O) | 702,0             | Inneres Upland                                                                                | 333.90                      | D-See               | Willingen – Willingen (Ko)                                                                                                | KB                  | HE           | Orenbergschanzen | Blick über den Orenberg nach Osten mit Aarbachtal und Eideler Berg im Hintergrund |
| Eideler Berg (Lüerberg-Nk) (51° 17′ 35″ N, 8° 38′ 10″ O)                                                                                    | 700,0             | Inneres Upland                                                                                | 333.90                      | D-See               | Willingen – Rattlar – Schwalefeld – Stryck – Usseln – Wakenfeld – Willingen (Ko)                                          | KB                  | HE           | Q: Wiedbach | |
| Ohlberg (51° 11′ 18″ N, 8° 21′ 26″ O) | 698,7             | Lennekessel, Hunau, Fredeburger Kammer                                                        | 333.6 333.55 335.1          | RHG (SL-RHG)        | Schmallenberg – Holthausen – Huxel – Mittelsorpe – Niedersorpe – Rellmecke                                                | HSK                 | NW           | Q: Jübke (Jübecke) Q: Lüttmecke Q: Schmalnau (n) | Blick vom „Weißen Kreuz“ über Niedersorpe hinweg zum Ohlberg im Norden; rechts der Niedersorper Burgberg                                                                                                |
| Gebrannter Rücken (51° 5′ 23″ N, 8° 32′ 8″ O)                                                                                               | 698,5             | Wilde Struth Elbrighäuser Wald                                                                | 333.50 332.11               |                     | Bad Berleburg – Diedenshausen – Wunderthausen Bromskirchen – Neuludwigsdorf – Seibelsbach                                 | SI KB               | NW HE        | Q: Inselbach Q: Schoppenwasser | |
| Trinsberg (51° 10′ 38″ N, 8° 23′ 13″ O) | 696,0             | Lennekessel                                                                                   | 333.6                       | RHG (SL-RHG)        | Schmallenberg – Inderlenne – Lengenbeck – Mittelsorpe – Obersorpe – Niedersorpe                                           | HSK                 | NW           | NSG Trinsberg | |
| Ruhrkopf (51° 12′ 43″ N, 8° 33′ 16″ O) | 695,7             | Harfeld                                                                                       | 333.56                      | RHG (SL-RHG)        | Winterberg – Elkeringhausen – Grönebach – Winterberg (Ko)                                                                 | HSK                 | NW           | Q: Ruhrquelle | |
| Hömberg (Westfeld) (51° 9′ 17″ N, 8° 26′ 33″ O)                                                                                             | 695,4             | Lennekessel                                                                                   | 333.6                       | RHG (SL-RHG)        | Schmallenberg – Hoher Knochen – Ohlenbach – Westfeld Winterberg – Hoheleye – Langewiese                                   | HSK                 | NW           | | |
| Kompass (50° 53′ 10″ N, 8° 17′ 26″ O) | 694,1             | Ederkopf- Lahnkopf- Rücken, Kalteiche (mit Haincher Höhe)                                     | 333.01 333.00               | RHG (SL-RHG)        | Bad Laasphe – Bernshausen – Fischelbach – Heiligenborn – Lindenfeld – Sohl Dietzhölztal – Rittershausen Netphen – Lahnhof | SI LDK SI           | NW HE NW     | Q: Bernshäuser Bach (Bernshäuser Wasser) Q: Gonderbach Q: Ilse Q: Sohler Bach | |
| Sternberg (51° 17′ 24″ N, 8° 21′ 8″ O) | 691,5             | Ramsbecker Rücken und Schluchten, Oberruhrgesenke                                             | 333.81 335.0                |                     | Meschede – Drasenbeck – Frielinghausen – Höringhausen – Mosebolle                                                         | HSK                 | NW           | Hoher Stein (Felsformation); Q: Unbeckesiepen | |
| Kreuz Habuche (⊙) | 691,2             | Habuch, Schellhorn- und Treiswald                                                             | 333.83 333.82               | D-See               | Brilon – Brilon-Wald | HSK                 | NW           | NSG Habuchen; Q: Bieber Q: Kleines Höhlchen Q: Laupke | |
| Hüttenkopf (Fohrenkopf-Nk) (51° 20′ 8″ N, 8° 35′ 33″ O)                                                                                     | 689,9             | Habuch, Schellhorn- und Treiswald                                                             | 333.83 333.82               | D-See               | Brilon – Brilon-Wald | HSK                 | NW           | Q: Kleine Eimecke Q: Kleines Höhlchen Q: Laupke (n) | |
| Himberg (51° 8′ 19″ N, 8° 10′ 6″ O) | 688,5             | Oberlennebergland                                                                             | 3362.52                     | RHG (SL-RHG)        | Lennestadt – Saalhausen Schmallenberg – Bracht                                                                            | OE HSK              | NW           | Q: Lehnbergsiepen (Lehnbornquelle) Q: Mückenhohlsiepen Q: Rammelsiepen Q: Ringesbach Q: Rinsenbergbach (Saßmecke) Q: Schwarzemecker Siepen Q: Spinkacker Bach | Blick von der Bracht südwärts zum Himberg (links) mit seiner Westsüdwestschulter Hoher Lehnberg (rechts)                                                                                                |
| Ebschloh (50° 58′ 13″ N, 8° 16′ 18″ O) | 686,3             | Ederkopf- Lahnkopf- Rücken, Erndtebrücker Leimstruth                                          | 333.01 333.12               | RHG (SL-RHG)        | Bad Laasphe – Amtshausen – Feudingen – Oberndorf – Rückershausen – Rüppershausen Erndtebrück – Erndtebrück (Ko)           | SI                  | NW           | NSG: – Rothaarkamm und Wiesentäler (n) – Sauerwiese und Oberndorfer Bruch (n); Radarstation(Luftraumüberwachung), Schießstand Ebschloh; Q: Oberndorfer Bach (n) Q: Rammelsbach | Blick vom Südrand von Erndtebrück südostwärts zur Ebschloh, dem Hausberg der Ortschaft mit Kuppel der Erndtebrücker Radarstation                                                                        |
| Auergang (51° 8′ 53″ N, 8° 11′ 5″ O) | 685,6             | Oberlennebergland, Fredeburger Hügelland                                                      | 3362.52 335.11              | RHG (SL-RHG)        | Lennestadt – Saalhausen – Störmecke Schmallenberg – Bracht – Hundesossen – Werntrop                                       | OE HSK              | NW           | Greitemannstein (614,8 m); Q: Böddesbach (Auergangssiepen) Q: Bruchbach Q: Mühlenbach (Witmecke) Q: Stilpe | |
| Schlößchen (51° 20′ 44″ N, 8° 40′ 28″ O) | 683,3             | Schellhorn- und Treiswald, Padberger Schweiz                                                  | 333.82 333.70               | D-See               | Brilon – Bontkirchen Diemelsee – Stormbruch                                                                               | HSK KB              | NW HE        | Q: Hagenbicke Q: Rutenbecke | |
| Rothekopf (51° 20′ 11″ N, 8° 37′ 15″ O) | 682,1             | Schellhorn- und Treiswald, Habuch                                                             | 333.82 333.83               | D-See               | Brilon – Brilon-Wald – Bontkirchen                                                                                        | HSK                 | NW           | Q: Bremecke (n) Q: Schwartmecke | |
| Zwistkopf (s. a. Zwistberg) (51° 9′ 21″ N, 8° 28′ 56″ O)                                                                                    | 682,0             | Langewiese                                                                                    | 333.53                      | RHG (SL-RHG)        | Winterberg – Langewiese – Neuastenberg                                                                                    | HSK                 | NW           | NSG Bergwiesen bei Winterberg, Postwiesen-Skigebiet | |
| Bärenkopf (50° 58′ 43″ N, 8° 24′ 39″ O) | 680,4             | Südwittgensteiner Bergland                                                                    | 333.2                       | RHG (SL-RHG)        | Bad Berleburg – Richstein – Sassenhausen – Stünzel Bad Laasphe – Puderbach – Saßmannshausen                               | SI                  | NW           | NSG: – Buchenwälder und Wiesentäler bei Stünzel – Buchenwälder und Wiesentäler bei Bad Laasphe; Q: Arfe Q: Laasphe Q: Weisenbach (Fainsgraben) (n) | |
| Ösenberg (51° 8′ 52″ N, 8° 11′ 56″ O) | 678,8             | Oberlennebergland, Fredeburger Hügelland                                                      | 3362.52 335.11              | RHG (SL-RHG)        | Lennestadt – Störmecke Schmallenberg – Bracht – Felbecke – Harbecke – Hundesossen – Selkentrop – Werntrop                 | OE HSK              | NW           | Q: Bruchsiepen Q: Elmecker Siepen (Eimecker Siepen) Q: Mühlenbach (Witmecke) Q: Stilpe | |
| Riemen (51° 1′ 5″ N, 8° 11′ 0″ O) | 677,7             | Westliche (Rüsper) Rothaar, Brachthäuser Hohe Waldberge, Auer Ederbergland                    | 333.41 333.40 333.42        | RHG (SL-RHG)        | Erndtebrück – Zinse Hilchenbach – Oberndorf Kirchhundem – Heinsberg                                                       | SI OE               | NW           | NSG: – Elberndorfer Bachtal – Zinser Bachtal; Dreiherrnstein und Landwehr; Q: Elberndorfer Bach Q: Heinsberger Bach (Krenkelsbach) Q: Zinse | |
| Jagdberg (Netphen) (50° 53′ 2″ N, 8° 16′ 21″ O)                                                                                             | 675,9             | Ederkopf- Lahnkopf- Rücken, Kalteiche (mit Haincher Höhe)                                     | 333.01 333.00               | RHG (SL-RHG)        | Bad Laasphe – Bernshausen – Heiligenborn – Sohl Dietzhölztal – Rittershausen Netphen – Hainchen – Lahnhof – Werthenbach   | SI LDK SI           | NW HE NW     | Q: Dietzhölze (n) Q: Geiersgrundbach Q: Ilse Q: Lahn (n) Q: Schwarzer Langenbach Q: Sohler Bach (n) | Waldwegkreuzung nahe dem Jagdberggipfel |
| Oberste Henn (50° 56′ 38″ N, 8° 12′ 45″ O)                                                                                                  | 675,9             | Ederkopf- Lahnkopf- Rücken                                                                    | 333.01                      | RHG (SL-RHG)        | Erndtebrück – Benfe Hilchenbach – Altenteich – Lützel Netphen – Nauholz – Sohlbach                                        | SI                  | NW           | NSG Rothaarkamm und Wiesentäler; Sender Ederkopf; Q: Baierbach Q: Dörnbach Q: Eder (n) | |
| Braberg (51° 16′ 53″ N, 8° 27′ 28″ O) | 675,6             | Ramsbecker Rücken und Schluchten, Bödefelder Mulde                                            | 333.81 333.80               |                     | Olsberg – Brunskappel – Elpe                                                                                              | HSK                 | NW           | NSG: – Steilhang-Buchenwald Brunskappel – Elpe- und Bremecketal – Kerbecker Siepen; Q: Brabecke (n) Q: Bremecke Q: Hartmecke (n) Q: Kerbeckersiepen Q: Remmetsiepen | |
| Rehkopf Nordkuppe: Südkuppe: (51° 19′ 32″ N, 8° 34′ 33″ O)                                                                                  | 674,7 674,2       | Schellhorn- und Treiswald, Habuch                                                             | 333.82 333.83               |                     | Brilon – Brilon-Wald Olsberg – Bruchhausen – Elleringhausen                                                               | HSK                 | NW           | Q: Klußsiepen | |
| Dreiherrnstein (Riemen-Nk) (51° 1′ 13″ N, 8° 11′ 19″ O)                                                                                     | 673,9             | Westliche (Rüsper) Rothaar, Brachthäuser Hohe Waldberge, Auer Ederbergland                    | 333.41 333.40 333.42        | RHG (SL-RHG)        | Erndtebrück – Zinse Hilchenbach – Oberndorf Kirchhundem – Heinsberg                                                       | SI OE               | NW           | NSG: – Schwarzbachsystem mit Haberg und Krenkeltal – Zinser Bachtal; Dreiherrnstein; Q: Heinsberger Bach (Krenkelsbach) (n) Q: Kurze Dörnbach Q: Lange Dörnbach Q: Mittel (Die Mittel) Q: Zinse                                                                                    | |
| Narenberg (51° 14′ 26″ N, 8° 22′ 17″ O) | 673,6             | Hunau, Bödefelder Mulde                                                                       | 333.55 333.80               |                     | Schmallenberg – Bödefeld – Gellinghausen – Westernbödefeld                                                                | HSK                 | NW           | Q: Kalbersche (n) | |
| Nesselbergskopf (51° 3′ 21″ N, 8° 26′ 45″ O)                                                                                                | 673,4             | Wilde Struth Hatzfelder Bergland                                                              | 333.50 332.10               | RHG (SL-RHG)        | Bad Berleburg – Bad Berleburg (Ko) – Arfeld – Christianseck – Schwarzenau – Wemlighausen                                  | SI                  | NW           | NSG Oberes Steinbachtal; Q: Arfe Q: Bach am Rübengrund Q: Lützelsbach (Meckhaus, Steinbach) | |
| Sackpfeife (50° 57′ 19″ N, 8° 32′ 19″ O) | 673,3             | Sackpfeife                                                                                    | 333.3                       | L-D-B               | Biedenkopf – Biedenkopf (Ko) – Dexbach – Weifenbach Hatzfeld – Eifa – Hatzfeld (Ko) – Lindenhof                           | MR KB               | HE           | NSG Lindenhöfer Bach; Kaiser-Wilhelm-II.-Turm, Freizeitzentrum Sackpfeife, Sackpfeifenlifte mit Skipiste und Rodelbahn, Sender Biedenkopf; Q: Lindenhöferbach Q: Treisbach (Wetschaft) (Engelbach) Q: Weifenbach                                                                   | Blick vom Christenberg im Burgwald westwärts über die Wetschaft-Senke hinweg zur Sackpfeife (mittig mit Sendemast)                                                                                      |
| Borberg (51° 21′ 24″ N, 8° 32′ 30″ O) | 670,2             | Habuch, Ramsbecker Rücken und Schluchten, Oberruhrgesenke                                     | 333.83 333.81 335.0         |                     | Brilon – Petersborn Olsberg – Elleringhausen – Gierskopp                                                                  | HSK                 | NW           | Wallanlage Borberg, Friedenskapelle (Marienkapelle), Borbergskirchhof; Q: Beterhohl Q: Deitmecke Q: Sitterbach Q: Wermecke | Sauerland-Landschaft mit Olsberg-Bigge, dem Borberg (mittig) und dem Olsberg (rechts) |
| Milsenberg (51° 3′ 25″ N, 8° 9′ 42″ O) | 669,8             | Östliche (Kühhuder) Rothaar, Brachthäuser Hohe Waldberge                                      | 333.41 333.40               | RHG (SL-RHG)        | Kirchhundem – Albaum – Heinsberg – Marmecke – Rinsecke                                                                    | OE                  | NW           | NSG Schwarzbachsystem mit Haberg und Krenkeltal; Q: Kattenborn (n) Q: Kattmecke Q: Marmecke | |
| Hoher Lehnberg (Himberg-Nk) (51° 8′ 11″ N, 8° 9′ 26″ O)                                                                                     | 668,8             | Oberlennebergland                                                                             | 3362.52                     | RHG (SL-RHG)        | Lennestadt – Gleierbrück – Saalhausen Schmallenberg – Bracht                                                              | OE HSK              | NW           | Wallburg Hoher Lehnberg; Q: Barbkesiepen Q: Lehnbergsiepen (Lehnbornquelle) Q: Spinkacker Bach | Blick von der Bracht südwärts zum Himberg (links) mit seiner Westsüdwestschulter Hoher Lehnberg (rechts)                                                                                                |
| Schmallenberger Höhe (51° 7′ 37″ N, 8° 18′ 52″ O)                                                                                           | 668,2             | Schmallenberger Höhe, Latropschlucht, Schmallenberger Gründe                                  | 333.522 333.521 335.10      | RHG (SL-RHG)        | Schmallenberg – Fleckenberg – Grafschaft – Jagdhaus – Latrop – Schanze – Schmallenberg (Ko)                               | HSK                 | NW           | NSG Waldreservat Schanze; Skilift/-piste, DJH Schmallenberg; Q: Bremecke (n) Q: Buttersiepen Q: Dormecke | |
| Hengstkopf (51° 12′ 55″ N, 8° 32′ 24″ O) | 667,5             | Harfeld                                                                                       | 333.56                      | RHG (SL-RHG)        | Winterberg – Elkeringhausen – Grönebach – Winterberg (Ko)                                                                 | HSK                 | NW           | NSG Bergwiesen bei Winterberg; Skilift/-piste | |
| Heidkopf (Schmallenberg) s. a. Heidekopf (51° 6′ 37″ N, 8° 16′ 43″ O)                                                                       | 665,9             | Westliche (Kühhuder) Rothaar, Östliche (Kühhuder) Rothaar                                     | 333.41 333.52               | RHG (SL-RHG)        | Schmallenberg – Jagdhaus                                                                                                  | HSK                 | NW           | Kapellenwäldchen (ND), St.-Hubertus-Kapelle; Q: Ettmecke (n) Q: Stellmecke Q: Weinkännchen | |
| Ginsterkopf Südkuppe: Mittlere Kuppe: Nordkuppe: (51° 20′ 8″ N, 8° 34′ 1″ O)                                                                | 663,3 661,0 640,0 | Habuch, Bödefelder Mulde, Ramsbecker Rücken und Schluchten                                    | 333.83 333.80 333.81        |                     | Brilon – Brilon-Wald Olsberg – Elleringhausen                                                                             | HSK                 | NW           | Elleringhauser Tunnel; Q: Düsmecke Q: Habbecke | |
| Hundeschütt Südwestkuppe: Nordostkuppe: (51° 20′ 35″ N, 8° 37′ 6″ O)                                                                        | 663,2 661,0       | Schellhorn- und Treiswald, Habuch                                                             | 333.82 333.83               | D-See               | Brilon – Brilon-Wald – Bontkirchen                                                                                        | HSK                 | NW           | Q: Schwartmecke | |
| Westerberg (51° 4′ 5″ N, 8° 11′ 7″ O) | 662,1             | Westliche (Kühhuder) Rothaar                                                                  | 333.41                      | RHG (SL-RHG)        | Kirchhundem – Oberhundem – Rinsecke – Rüspe                                                                               | OE                  | NW           | Panorama-Park Sauerland Wildpark, Skilift/-piste, Rhein-Weser-Turm (AT; n); Q: Götzsiepen Q: Lütge Rinsecke Q: Marmecke Q: Rinsecke Q: Röspe Q: Stalbertsiepen | |
| Kleine Bamicke Nordostkuppe: Südwestkuppe: (51° 6′ 7″ N, 8° 18′ 22″ O)                                                                      | 661,4 661,1       | Östliche (Kühhuder) Rothaar, Westliche (Kühhuder) Rothaar                                     | 333.52 333.41               | RHG (SL-RHG)        | Bad Berleburg – Wingeshausen Schmallenberg – Fleckenberg – Jagdhaus – Latrop                                              | SI HSK              | NW           | NSG: – Rothaarkamm am Grenzweg – Waldreservat Schanze; Q: Ettmecke (n) Q: Bamicke (Kleine Bamicke) Q: Wohlbach | |
| Hömberg (Oberrarbach) (51° 13′ 45″ N, 8° 18′ 49″ O)                                                                                         | 661,2             | Hunau, Henneborner Täler und Rücken                                                           | 333.55 333.84               |                     | Schmallenberg – Oberhenneborn – Oberrarbach                                                                               | HSK                 | NW           | Q: Sellmecke | |
| Birkenhecke (50° 56′ 57″ N, 8° 15′ 43″ O)                                                                                                   | 661,1             | Ederkopf- Lahnkopf- Rücken, Südwittgensteiner Bergland                                        | 333.01 333.2                | RHG (SL-RHG)        | Bad Laasphe – Oberndorf – Rückershausen – Volkholz – Weide Erndtebrück – Benfe – Erndtebrück (Ko)                         | SI                  | NW           | Q: Breitenbach (Eltershauser Bach) Q: Rückershäuser Bach | |
| Hülsberg (51° 8′ 48″ N, 8° 10′ 39″ O) | 662,0             | Oberlennebergland                                                                             | 3362.52                     | RHG (SL-RHG)        | Lennestadt – Saalhausen – Störmecke Schmallenberg – Bracht – Hundesossen – Werntrop                                       | OE HSK              | NW           | Q: Böddesbach (Auergangssiepen) Q: Bruchbach | |
| Schellhorn (Niedersorpe) (51° 10′ 25″ N, 8° 22′ 31″ O)                                                                                      | 660,8             | Lennekessel, Fredeburger Kammer                                                               | 333.6 335.1                 | RHG (SL-RHG)        | Schmallenberg – Inderlenne – Mittelsorpe – Niedersorpe – Oberkirchen                                                      | HSK                 | NW           | | Blick vom Knetterberg über Niedersorpe hinweg zu den Bergen Schellhorn (links) und Hardt (rechts) |
| Hardt (51° 9′ 57″ N, 8° 22′ 14″ O) | 658,9             | Lennekessel, Fredeburger Kammer                                                               | 333.6 335.1                 | RHG (SL-RHG)        | Schmallenberg – Inderlenne – Niedersorpe – Oberkirchen – Winkhausen                                                       | HSK                 | NW           | | Blick vom Knetterberg über Niedersorpe hinweg zu den Bergen Schellhorn (links) und Hardt (rechts) |
| Pfaffenhain (50° 58′ 25″ N, 8° 9′ 59″ O) | 658,2             | Lützeler Paß                                                                                  | 333.13                      | RHG (SL-RHG)        | Hilchenbach – Grund – Lützel                                                                                              | SI                  | NW           | NSG Rothaarkamm und Wiesentäler (n); Sendemast/-turm, Skigebiet Hilchenbach-Lützel; Q: Kleiner Wehbach (Kleiner Wähbach) Q: Lützelbach | |
| Wilzenberg (51° 9′ 13″ N, 8° 19′ 52″ O) | 657,8             | Lennekessel, Schmallenberger Gründe                                                           | 333.6 335.10                | RHG (SL-RHG)        | Schmallenberg – Almert – Gleidorf – Grafschaft – Oberkirchen – Schmallenberg (Ko) – Winkhausen                            | HSK                 | NW           | NSG Wilzenberg; Wilzenberg-Wallanlage, Wilzenberg-Kapelle, Wilzenbergturm (AT); Q: Baßmecke | Blick von Südwesten zum Wilzenberg mit einigen Häusern des Schmallenberger Ortsteils Grafschaft |
| Hoher Wald (51° 1′ 22″ N, 8° 1′ 16″ O) | 656,2             | Brachthäuser Hohe Waldberge, Littfelder Grund                                                 | 333.40 331.00               | RHG (SL-RHG)        | Hilchenbach – Müsen – Silberg Kirchhundem – Welschen Ennest Kreuztal – Burgholdinghausen – Littfeld                       | SI OE SI            | NW           | NSG: – Grubengelände und Wälder bei Burgholdinghausen – Sellenbruch; Sendemast/-turm; Q: Die Heimkaus (Heimkaus; Heiminkhaus) Q: Schladesiepen | |
| Klarstein (50° 59′ 35″ N, 8° 10′ 31″ O) | 655,0             | Westliche (Kühhuder) Rothaar                                                                  | 333.41                      | RHG (SL-RHG)        | Erndtebrück – Zinse Hilchenbach – Helberhausen – Lützel – Oberndorf – Vormwald                                            | SI                  | NW           | NSG: – Rothaarkamm und Wiesentäler – Elberndorfer Bachtal; Q: Beche Q: Ferndorfbach (n) Q: Hundsdreller Bach Q: Wähbach (Wehbach) | |
| Hegeberg s. a.: – Hegekopf (Willingen) – Hegekopf (Rattlar) (51° 19′ 20″ N, 8° 37′ 47″ O)                                                   | 654,0             | Schellhorn- und Treiswald                                                                     | 333.82                      | D-See               | Brilon – Bontkirchen Willingen – Rattlar – Schwalefeld                                                                    | HSK KB              | NW HE        | Schwalenburg | |
| Goldener Strauch (51° 16′ 44″ N, 8° 18′ 19″ O)                                                                                              | 653,6             | Henneborner Täler und Rücken, Oberruhrgesenke, Eslohe-Reister Senke                           | 333.84 335.0 335.4          |                     | Eslohe – Herhagen Meschede – Drasenbeck – Höringhausen – Köttinghausen – Remblinghausen Schmallenberg – Mönekind          | HSK                 | NW           | Q: Dormecke Q: Herhagener Siepen Q: Remblinghausener Bach Q: Rosentalsiepen Q: Schwormeckesiepen | |
| Giller (Gillerberg) (50° 58′ 14″ N, 8° 9′ 35″ O)                                                                                            | 653,5             | Siegerländer Rothaar-Vorhöhen Lützeler Paß                                                    | 331.2 333.13                | RHG (SL-RHG)        | Hilchenbach – Grund – Lützel                                                                                              | SI                  | NW           | NSG Rothaarkamm und Wiesentäler (n); Gillerturm (AT), Festivalort von KulturPur, Skigebiet Hilchenbach-Lützel; Q: Alte Netphe Q: Insbach (n) Q: Kleiner Wehbach (Kleiner Wähbach) Q: Lützelbach                                                                                    | |
| Habberg (51° 20′ 47″ N, 8° 33′ 39″ O) | 653,3             | Habuch, Bödefelder Mulde                                                                      | 333.83 333.80               |                     | Brilon – Brilon-Wald Olsberg – Elleringhausen                                                                             | HSK                 | NW           | Elleringhauser Tunnel; Q: Äskerfsiepen (Aeskerfsiepen) Q: Habbecke Q: Lüttmecke | |
| Großer Prenzenbergerkopf (Gr. Prenzenb. Kopf) (51° 2′ 33″ N, 8° 25′ 56″ O)                                                                  | 653,2             | Wilde Struth Hatzfelder Bergland                                                              | 333.50 332.10               | RHG (SL-RHG)        | Bad Berleburg – Bad Berleburg (Ko) – Arfeld – Schwarzenau – Wemlighausen                                                  | SI                  | NW           | Q: Obernbach Q: Ohrenbach (n) | |
| Jägerhain (Saukopf, Sonnenspitze) (50° 54′ 55″ N, 8° 15′ 1″ O)                                                                              | 650,7             | Ederkopf- Lahnkopf- Rücken, Siegerländer Rothaar-Vorhöhen                                     | 333.01 331.2                | RHG (SL-RHG)        | Bad Laasphe – Großenbach – Welschengeheu Erndtebrück – Benfe Netphen – Lahnhof – Walpersdorf                              | SI                  | NW           | Q: Ahbach (n) Q: Großenbach Q: Ilm Q: Siegquelle | Blick zum Jägerhain (im Hintergrund) |
| Hirschberg (51° 9′ 49″ N, 8° 23′ 26″ O) | 650,3             | Lennekessel                                                                                   | 333.6                       | RHG (SL-RHG)        | Schmallenberg – Inderlenne – Oberkirchen – Vorwald – Westfeld                                                             | HSK                 | NW           | NSG: – Hirschberg – Vogtshagen; Sendemast/-turm | |
| Ederkopf (50° 56′ 26″ N, 8° 12′ 53″ O) | 650,0             | Ederkopf- Lahnkopf- Rücken                                                                    | 333.01                      | RHG (SL-RHG)        | Erndtebrück – Benfe Hilchenbach – Altenteich – Lützel Netphen – Nauholz – Sohlbach                                        | SI                  | NW           | NSG Rothaarkamm und Wiesentäler; Sender Ederkopf (n); Q: Beierbach Q: Benfe (n) Q: Eder Q: Lützelbach | |
| Hegekopf (Rattlar) s. a. Hegeberg (51° 19′ 46″ N, 8° 39′ 8″ O)                                                                              | 650,0             | Schellhorn- und Treiswald                                                                     | 333.82                      | D-See               | Brilon – Bontkirchen Willingen – Rattlar                                                                                  | HSK KB              | NW HE        | | |
| Schetenkopf (51° 19′ 32″ N, 8° 38′ 43″ O)                                                                                                   | 650,0             | Schellhorn- und Treiswald                                                                     | 333.82                      | D-See               | Brilon – Bontkirchen Willingen – Rattlar – Schwalefeld                                                                    | HSK KB              | NW HE        | Hermannshaus | |
| Buchenhain (50° 59′ 59″ N, 8° 9′ 24″ O) | 649,9             | Westliche (Kühhuder) Rothaar, Hilchenbacher Winkel                                            | 333.41 331.1                | RHG (SL-RHG)        | Hilchenbach – Helberhausen – Oberndorf – Vormwald                                                                         | SI                  | NW           | NSG: – Rothaarkamm und Wiesentäler – Elberndorfer Bachtal; KD Helberhauser Schlag; Q: Beche Q: Ferndorfbach (n) Q: Wähbach (Wehbach) | |
| Eggenkopf (51° 3′ 52″ N, 8° 10′ 28″ O) | 647,3             | Westliche (Kühhuder) Rothaar, Hundemgrund (Hundemtal)                                         | 333.41 3362.53              | RHG (SL-RHG)        | Kirchhundem – Oberhundem – Rinsecke – Rüspe                                                                               | OE                  | NW           | NSG Schwarzbachsystem mit Haberg und Krenkeltal; Panorama-Park Sauerland Wildpark; Q: Kaltenborn Q: Kattmecke Q: Lütge Rinsecke Q: Rinsecke Q: Röspe (n) | |
| Aukopf (50° 55′ 28″ N, 8° 14′ 0″ O) | 644,9             | Ederkopf- Lahnkopf- Rücken, Siegerländer Rothaar-Vorhöhen                                     | 333.01 331.2                | RHG (SL-RHG)        | Bad Laasphe – Großenbach Erndtebrück – Benfe – Waldheim Netphen – Walpersdorf                                             | SI                  | NW           | Q: Ahbach (Abach) Q: Ahornbach Q: Siegquelle (n) | |
| Großer Ahlertsberg (50° 54′ 15″ N, 8° 22′ 26″ O)                                                                                            | 644,9             | Südwittgensteiner Bergland                                                                    | 333.2                       | RHG (SL-RHG)        | Bad Laasphe – Banfe – Herbertshausen – Hesselbach – Laaspherhütte                                                         | SI                  | NW           | Windpark Hesselbach; Q: Tredenbach (Tretenbach) | |
| Hohe Warte Nordnordwestkuppe: Südsüdostkuppe: (51° 3′ 16″ N, 8° 31′ 49″ O)                                                                  | 644,8 641,5       | Wilde Struth                                                                                  | 332.11 333.50               |                     | Battenberg – Dodenau Bad Berleburg – Alertshausen                                                                         | KB SI               | HE NW        | Q: Elbrighäuser Bach Q: Riedgraben (n) | |
| Vogelsberg (51° 2′ 24″ N, 8° 10′ 45″ O) | 644,6             | Westliche (Rüsper) Rothaar, Brachthäuser Hohe Waldberge, Auer Ederbergland                    | 333.41 333.40 333.42        | RHG (SL-RHG)        | Erndtebrück – Röspe Kirchhundem – Heinsberg                                                                               | SI OE               | NW           | NSG Schwarzbachsystem mit Haberg und Krenkeltal; Q: Habecker Bach | |
| Stein (50° 57′ 58″ N, 8° 27′ 6″ O) | 644,0             | Südwittgensteiner Bergland, Sackpfeife                                                        | 333.2 333.3                 | L-D-B, RHG/ SL-RHG  | Bad Berleburg – Richstein Bad Laasphe – Puderbach Biedenkopf – Wallau                                                     | SI MR               | NW HE        | NSG: – Kautzwiese und Großes Schimmelchen – Silbergsrücken und Puderbachtal – Kirschwiesental; Q: Hainbach I Q: Kauzwiese (Großwiesenbach) Q: Kirchwiesenbach Q: Leisebach Q: Puderbach                                                                                            | |
| Homberg (Züschen) (51° 8′ 25″ N, 8° 32′ 2″ O)                                                                                               | 643,3             | Ziegenhelle, Hohe Seite                                                                       | 333.51 333.7                | RHG (SL-RHG)        | Winterberg – Züschen | HSK                 | NW           | Snow World Züschen; Q: Walsbach (n) | |
| Buchholz s. a.: – Gr. Buchholzberg – Höfer Buchholzb. – Kl. Buchholzberg (50° 57′ 34″ N, 8° 29′ 21″ O)                                      | 643,0             | Sackpfeife                                                                                    | 333.3                       | L-D-B               | Bad Laasphe – Puderbach Bad Berleburg – Richstein Biedenkopf – Weifenbach – Wallau Hatzfeld – Lindenhof                   | SI MR KB            | NW HE        | Q: Graubach (n) Q: Rödcher Bach Q: Weifenbach | |
| Wolfshorn (51° 2′ 39″ N, 8° 1′ 30″ O) | 643,0             | Brachthäuser Hohe Waldberge, Rahrbachmulde                                                    | 333.40 3362.510             | RHG (SL-RHG)        | Kirchhundem – Benolpe – Silberg – Varste – Welschen Ennest                                                                | OE                  | NW           | Kölsches Heck (Landhecke); Q: Arenssiepen Q: Heimkehrsiepen Q: Littfe (Dickenbrücher Wasser) | |
| Hoher Hagen (51° 9′ 8″ N, 8° 12′ 25″ O) | 642,2             | Oberlennebergland, Fredeburger Hügelland                                                      | 3362.52 335.11              | RHG (SL-RHG)        | Schmallenberg – Bracht – Felbecke – Harbecke – Hundesossen – Selkentrop – Werntrop                                        | HSK                 | NW           | Q: Burbecke (Burbecke Siepen; n) Q: Dahle (n) Q: Elmecker Siepen (Eimecker Siepen) Q: Hagen Siepen (Heismecke) | |
| Nordhöll (50° 51′ 52″ N, 8° 15′ 46″ O) | 641,1             | Kalteiche (mit Haincher Höhe)                                                                 | 333.00                      | L-D-B               | Dietzhölztal – Rittershausen                                                                                              | LDK                 | HE           | Q: Dietzhölze | |
| Rauher Kopf (Rauer Kopf) Ostkuppe: Westkuppe: (50° 55′ 28″ N, 8° 12′ 43″ O)                                                                 | 640,7 639,3       | Ederkopf- Lahnkopf- Rücken, Siegerländer Rothaar-Vorhöhen                                     | 333.01 331.2                | RHG (SL-RHG)        | Erndtebrück – Benfe Netphen – Walpersdorf                                                                                 | SI                  | NW           | Q: Benfe Q: Kütschenlangenbach (Kölschenlangenbach) | |
| Jagdberg (Erndtebrück) (50° 56′ 21″ N, 8° 13′ 43″ O)                                                                                        | 639,0             | Ederkopf- Lahnkopf- Rücken                                                                    | 333.01                      | RHG (SL-RHG)        | Erndtebrück – Benfe | SI                  | NW           | NSG Rothaarkamm und Wiesentäler (n); Q: Beierbach Q: Lützelbach | |
| Sinzelith (51° 19′ 18″ N, 8° 40′ 32″ O) | 638,6             | Inneres Upland                                                                                | 333.90                      | D-See               | Diemelsee – Ottlar Willingen – Rattlar                                                                                    | KB                  | HE           | Dommelmühle (n); Q: Holzbach | |
| Grauhain Südsüdostkuppe: Nordnordwestkuppe: (50° 54′ 17″ N, 8° 14′ 36″ O)                                                                   | 638,0 638,0 636,0 | Ederkopf- Lahnkopf- Rücken, Siegerländer Rothaar-Vorhöhen                                     | 333.01 331.2                | RHG (SL-RHG)        | Bad Laasphe – Großenbach – Welschengeheu Netphen – Lahnhof – Walpersdorf                                                  | SI                  | NW           | NSG Auerhahnwald; Q: Butzbach Q: Ilm Q: Langenbach Q: Sindernbach (n) (Sinnernbach, Sinnersbach) | |
| Stiegelburg (50° 53′ 23″ N, 8° 14′ 15″ O)                                                                                                   | 637,8             | Ederkopf- Lahnkopf- Rücken, Siegerländer Rothaar-Vorhöhen                                     | 333.01 331.2                | RHG (SL-RHG)        | Bad Laasphe – Großenbach – Heiligenborn – Welschengeheu Netphen – Lahnhof – Walpersdorf – Werthenbach                     | SI                  | NW           | Wasserbehälter; Q: Breitenbach Q: Demmbach Q: Heinrichquelle Q: Lahnquelle (Lahntopf) Q: Sindernbach (Sinnernbach, Sinnersbach) Q: Werthenbach (Lützelbach) | |
| Rammelsberg (50° 58′ 57″ N, 8° 17′ 15″ O)                                                                                                   | 637,2             | Erndtebrücker Leimstruth                                                                      | 333.12                      | RHG (SL-RHG)        | Bad Laasphe – Amtshausen Erndtebrück – Erndtebrück (Ko) – Schameder – Leimstruth                                          | SI                  | NW           | Sendeturm, Ex Forsthaus Immergrün; Q: Baierbach Q: Breitenbach Q: Rammelsbach Q: Rüppersbach | |
| Meisterstein (51° 14′ 30″ N, 8° 28′ 39″ O)                                                                                                  | 636,4             | Nordheller Höhen, Bödefelder Mulde                                                            | 333.57 333.80               | RHG (SL-RHG)        | Winterberg – Siedlinghausen                                                                                               | HSK                 | NW           | Bergsee | |
| Widdehagen (51° 18′ 29″ N, 8° 46′ 22″ O) | 635,0             | Vorderupländer Rücken, Hohe Rade, Flechtdorfer Höckerflur                                     | 333.91 332.53 332.60        | D-See               | Diemelsee – Benkhausen – Schweinsbühl Korbach – Rhena                                                                     | KB                  | HE           | Q: Rhena Q: Rhene | |
| Rinsenberg (Himberg-Nk) (51° 7′ 54″ N, 8° 9′ 51″ O)                                                                                         | 634,4             | Oberlennebergland                                                                             | 3362.52                     | RHG (SL-RHG)        | Lennestadt – Saalhausen Schmallenberg – Bracht                                                                            | OE HSK              | NW           | Rinsleyfelsen; Q: Rinsenbergbach (Saßmecke) Q: Spinkacker Bach | |
| Alte Burg (Afholderbach) (50° 56′ 6″ N, 8° 9′ 17″ O)                                                                                        | 633,0             | Siegerländer Rothaar-Vorhöhen                                                                 | 331.2                       | RHG (SL-RHG)        | Netphen – Afholderbach – Brauersdorf – Eschenbach – Sohlbach                                                              | SI                  | NW           | Wallanlage; Obernautalsperre (n); Q: Afferbach Q: Burbach (Leybach) Q: Eschenbach Q: Sohlbach (n) Q: Zeppenbach | |
| Homberg (Wingeshausen) (51° 5′ 5″ N, 8° 16′ 32″ O)                                                                                          | 630,7             | Westliche (Rüsper) Rothaar, Auer Ederbergland                                                 | 333.41 333.42               | RHG (SL-RHG)        | Schmallenberg – Jagdhaus Bad Berleburg – Wingeshausen                                                                     | HSK SI              | NW           | NSG Rothaarkamm am Grenzweg; Q: Rohrbach | |
| Breiter Berg (50° 56′ 13″ N, 8° 10′ 28″ O)                                                                                                  | 629,2             | Siegerländer Rothaar-Vorhöhen Ederkopf- Lahnkopf- Rücken                                      | 331.2 333.01                | RHG (SL-RHG)        | Netphen – Afholderbach – Obernau – Sohlbach                                                                               | SI                  | NW           | Obernautalsperre (n); Q: Hohe Netphe (n) Q: Obernau | |
| Steinberg s. a.: – Gr. Steinberg – Kl. Steinberg (51° 6′ 31″ N, 8° 10′ 57″ O)                                                               | 628,0             | Oberlennebergland, Hundemgrund                                                                | 3362.52 3362.53             | RHG (SL-RHG)        | Kirchhundem – Schwartmecke – Selbecke – Stelborn Lennestadt – Milchenbach – Saalhausen – Störmecke                        | OE                  | NW           | NSG Stelborner Klippen (n); Stelborner Klippen (Felsformation; n); Q: Heiligenborn (n) Q: Störmecke Siepen | |
| Burgberg (Niedersorpe) (51° 10′ 42″ N, 8° 21′ 40″ O)                                                                                        | 627,5             | Lennekessel, Fredeburger Kammer                                                               | 333.6 335.1                 | RHG (SL-RHG)        | Schmallenberg – Holthausen – Niedersorpe – Rellmecke                                                                      | HSK                 | NW           | | Niedersorpe mit dem Burgberg (rechts) und Ohlberg (mittig im Hintergrund) |
| Nonnenberg (Bödefeld) (51° 14′ 51″ N, 8° 22′ 48″ O)                                                                                         | 627,0             | Hunau, Bödefelder Mulde                                                                       | 333.55 333.80               |                     | Schmallenberg – Bödefeld – Gellinghausen – Westernbödefeld                                                                | HSK                 | NW           | Q: Kalbersche (Wallensiepen) (n) Q: Rehmecke (n) | |
| Spreitzkopf (50° 53′ 26″ N, 8° 22′ 49″ O)                                                                                                   | 627,0             | Südwittgensteiner Bergland                                                                    | 333.2                       | RHG (SL-RHG)        | Bad Laasphe – Hesselbach                                                                                                  | SI                  | NW           | NSG Wahbachtal; Windpark Hesselbach; Q: Auerbach Q: Boxbach Q: Hesselbach Q: Wahbach (Wabach) | |
| Büh (51° 17′ 2″ N, 8° 43′ 8″ O) | 625,0             | Vorderupländer Rücken                                                                         | 333.91                      | D-See               | Willingen – Neerdar – Usseln – Welleringhausen                                                                            | KB                  | HE           | | |
| Lahnkopf (50° 53′ 45″ N, 8° 14′ 45″ O) | 624,9             | Ederkopf- Lahnkopf- Rücken, Siegerländer Rothaar-Vorhöhen                                     | 333.01 331.2                | RHG (SL-RHG)        | Bad Laasphe – Großenbach – Heiligenborn – Welschengeheu Netphen – Lahnhof – Walpersdorf                                   | SI                  | NW           | Q: Butzbach Q: Heinrichquelle Q: Ilm Q: Lahnquelle (Lahntopf) Q: Sindernbach (Sinnernbach, Sinnersbach) | |
| Bilsburg (51° 2′ 25″ N, 8° 16′ 36″ O) | 624,1             | Auer Ederbergland                                                                             | 333.42                      | RHG (SL-RHG)        | Bad Berleburg – Aue – Berghausen Erndtebrück – Birkefehl – Birkelbach – Röspe                                             | SI                  | NW           | | |
| Großer Steinberg Südwestkuppe: Nordostkuppe: s. a.: – Kl. Steinberg – Steinberg (51° 13′ 0″ N, 8° 38′ 52″ O)                                | 624,0 623,2       | Hardt und Wipperberg                                                                          | 332.51                      | RHG (SL-RHG)        | Medebach – Hallacker | HSK                 | NW           | NSG: – Großer Steinberg (n) – Waldreservat Glindfeld (LP Medebach); Q: Harbecke Q: Medebach | |
| Höhekopf (51° 18′ 51″ N, 8° 38′ 31″ O) | 621,7             | Inneres Upland                                                                                | 333.90                      | D-See               | Willingen – Rattlar – Schwalefeld                                                                                         | KB                  | HE           | | Höhekopf (Gipfelregion etwa vorne links bis mittig entlang dem Feldweg); dahinter Rattlar |
| Ehrenberg (51° 15′ 21″ N, 8° 19′ 4″ O) | 621,3             | Henneborner Täler und Rücken, Bödefelder Mulde                                                | 333.84 333.80               |                     | Meschede – Bonacker Schmallenberg – Dornheim – Hanxleden – Kirchrarbach – Mönekind – Sögtrop                              | HSK                 | NW           | Q: Deitmecker Siepen Q: Illmecke Q: Krumme Siepen Q: Willohsiepen | |
| Weibelskopf (50° 56′ 25″ N, 8° 15′ 17″ O)                                                                                                   | 620,7             | Ederkopf- Lahnkopf- Rücken, Südwittgensteiner Bergland                                        | 333.01 333.2                | RHG (SL-RHG)        | Bad Laasphe – Rückershausen – Volkholz – Weide Erndtebrück – Benfe                                                        | SI                  | NW           | Q: Breitenbach (Eltershauser Bach; n) Q: Hermelsbach Q: Weibelsbach | |
| Wartholzkopf (50° 54′ 42″ N, 8° 22′ 37″ O)                                                                                                  | 620,3             | Südwittgensteiner Bergland                                                                    | 333.2                       | RHG (SL-RHG)        | Bad Laasphe – Bad Laasphe (Ko) – Banfe – Herbertshausen – Hesselbach – Laaspherhütte                                      | SI                  | NW           | Windpark Hesselbach; Q: Tredenbach (Tretenbach) Q: Heege | |
| Hainrot (50° 57′ 22″ N, 8° 25′ 29″ O) | 619,7             | Südwittgensteiner Bergland, Sackpfeife                                                        | 333.2 333.3                 | RHG (SL-RHG)        | Bad Berleburg – Harfeld Bad Laasphe – Bad Laasphe (Ko) – Puderbach                                                        | SI                  | NW           | NSG: – Buchenwälder und Wiesentäler bei Stünzel (n) – Kischwiesental (n); Q: Dreisbach (n) | |
| Jürgensberg (51° 8′ 26″ N, 8° 7′ 59″ O) | 619,2             | Oberlennebergland                                                                             | 3362.52                     | RHG (SL-RHG)        | Lennestadt – Burbecke – Gleierbrück – Langenei Schmallenberg – Bracht                                                     | OE HSK              | NW           | NSG Rümperholz; Q: Hamecker Siepen (Hameker Siepen) Q: Huchslacher Siepen Q: Stobeckesiepen Q: Stuhlmecker Siepen | |
| Puderburg (50° 57′ 8″ N, 8° 27′ 32″ O) | 619,1             | Sackpfeife                                                                                    | 333.3                       | L-D-B, RHG/ SL-RHG  | Bad Laasphe – Bad Laasphe (Ko) – Puderbach Biedenkopf – Wallau – Weifenbach                                               | SI MR               | NW HE        | Q: Burbach (n) | |
| Kindelsberg (50° 59′ 24″ N, 8° 0′ 14″ O) | 618,1             | Brachthäuser Hohe Waldberge                                                                   | 333.40                      | RHG (SL-RHG)        | Hilchenbach – Dahlbruch – Müsen Kreuztal – Eichen – Ferndorf – Kreuztal (Ko) – Krombach – Littfeld                        | SI                  | NW           | NSG Grubengelände und Wälder bei Burgholdinghausen (n); Ringwallanlage Kindelsberg, Kindelsbergturm, Kaiserlinde, WDR-Sendeturm Kindelsberg; Q: Ernstdorfbach (n) Q: Hankerbach (Hankerseifen) Q: Heinrichquelle Q: Irlenbach Q: Struth (Strut), Q: Struthbornquelle Q: Zitzenbach | Blick von der Hüttentalstraße (HTS) zum Kindelsberg |
| Kehlenberg (51° 14′ 27″ N, 8° 23′ 17″ O) | 617,6             | Hunau, Bödefelder Mulde                                                                       | 333.55 333.80               |                     | Schmallenberg – Bödefeld                                                                                                  | HSK                 | NW           | NSG Kehlenberg; Q: Rehmecke (n) | |
| Große Bamicke (51° 6′ 12″ N, 8° 19′ 8″ O)                                                                                                   | 614,5             | Östliche (Kühhuder) Rothaar                                                                   | 333.52                      | RHG (SL-RHG)        | Bad Berleburg – Wingeshausen Schmallenberg – Jagdhaus – Latrop                                                            | SI HSK              | NW           | NSG Waldreservat Schanze; Q: Bortlingsbach (Bockeshorntal) Q: Lüttmeckesiepen Q: Bamicke (Kleine Bamicke) Q: Preisdorf (Lange Graben) | |
| Beerenberg (51° 8′ 47″ N, 8° 15′ 2″ O) | 614,1             | Oberlennebergland                                                                             | 3362.52                     | RHG (SL-RHG)        | Schmallenberg – Fleckenberg – Harbecke – Lenne – Schmallenberg (Ko) – Werpe                                               | HSK                 | NW           | Sender Beerenberg; Q: Basmecke (n) Q: Bermecke Q: Harbecke | Blick von Schmallenberg westsüdwestwärts zum Beerenberg |
| Haferhagen (51° 7′ 56″ N, 8° 6′ 26″ O) | 611,4             | Oberlennebergland, Kobbenroder Riegel                                                         | 3362.52 335.3               | RHG (SL-RHG)        | Lennestadt – Altenhundem – Halberbracht – Kickenbach – Langenei – Meggen – Stöppel                                        | OE                  | NW           | Q: Beremker Siepen (Beremkebach) Q: Hamecker Siepen (n) Q: Habecke (Hobbecke) Q: Kickenbach Q: Luchtroper Siepen (Minkenkuhle) | |
| Kleiner Rimberg (51° 13′ 25″ N, 8° 21′ 12″ O)                                                                                               | 611,0             | Hunau                                                                                         | 333.55                      | RHG (SL-RHG)        | Schmallenberg – Gellinghausen – Osterwald – Rimberg                                                                       | HSK                 | NW           | Sendemast/-turm | |
| Haincher Höhe Mittlere Kuppe: Nordostkuppe: Südwestkuppe: (50° 51′ 16″ N, 8° 13′ 55″ O)                                                     | 609,0 607,2 605,9 | Kalteiche (mit Haincher Höhe), Siegerländer Rothaar-Vorhöhen, Südliches Siegener Bergland     | 333.00 331.2 331.04         | L-D-B, RHG/ SL-RHG  | Dietzhölztal – Rittershausen Haiger – Offdilln Netphen – Hainchen                                                         | LDK SI              | HE NW        | Q: Bichelbach Q: Dill Q: Dietzhölze Q: Langenbach Q: Schwarzer Bach (Schwarzbach) | |
| Hülsenberg (Usseln) (51° 16′ 28″ N, 8° 41′ 54″ O)                                                                                           | 607,4             | Vorderupländer Rücken                                                                         | 333.91                      | D-See, RHG/ SL-RHG  | Medebach – Düdinghausen Willingen – Neerdar – Usseln – Welleringhausen                                                    | HSK KB              | NW HE        | Q: Bräumecke (Bicke) (n) | |
| Lichtenhardt (51° 3′ 39″ N, 8° 8′ 34″ O) | 607,5             | Östliche (Kühhuder) Rothaar, Brachthäuser Hohe Waldberge, Hundemgrund (Hundemtal)             | 333.41 333.40 3362.53       | RHG (SL-RHG)        | Kirchhundem – Albaum – Böminghausen – Heinsberg – Marmecke – Rinsecke                                                     | OE                  | NW           | Albaumer Klippen, NSG Albaumer Klippen; Q: Marmecke | |
| Sanktkopf (50° 55′ 21″ N, 8° 10′ 28″ O) | 606               | Siegerländer Rothaar-Vorhöhen                                                                 | 331.2                       | RHG (SL-RHG)        | Netphen – Afholderbach – Beienbach – Brauersdorf – Eschenbach – Nauholz – Nenkersdorf – Obernau – Sohlbach – Walpersdorf  | SI                  | NW           | Obernautalsperre (n) | |
| Hohe Egge (51° 19′ 32″ N, 8° 42′ 19″ O) | 604,9             | Inneres Upland, Vorupländer Hügelland                                                         | 333.90 332.61               | D-See               | Diemelsee – Deisfeld – Hemmighausen – Ottlar                                                                              | KB                  | HE           | | |
| Kuhhelle (51° 7′ 28″ N, 8° 5′ 23″ O) | 602,6             | Oberlennebergland, Kobbenroder Riegel                                                         | 3362.52 335.3               | RHG (SL-RHG)        | Lennestadt – Altenhundem – Halberbracht – Kickenbach – Meggen                                                             | OE                  | NW           | Sendeturm; Q: Faule Butterbach (Faulebutter Siepen) Q: Kickenbach (n) Q: Luchtroper Siepen (Minkenkuhle) | Blick nordostwärts über Lennestadt-Meggen und die Kahle hinweg zur Kuhhelle mit dortigem Sendeturm |
| Kleiner Steinberg s. a.: – Gr. Steinberg – Steinberg (51° 12′ 52″ N, 8° 38′ 26″ O)                                                          | 602,4             | Hardt und Wipperberg                                                                          | 332.51                      | RHG (SL-RHG)        | Medebach – Hallacker | HSK                 | NW           | NSG Waldreservat Glindfeld (LP Medebach); Q: Gelängebach (n) Q: Medebach | |
| Bracht (Bracht) s. a. Kappler Bracht (51° 9′ 24″ N, 8° 9′ 6″ O)                                                                             | 599,9             | Oberlennebergland, Fredeburger Hügelland, Kobbenroder Riegel                                  | 3362.52 335.11 335.3        | RHG (SL-RHG)        | Lennestadt – Brenschede Schmallenberg – Bracht – Hebbecke – Rotbusch                                                      | OE HSK              | NW           | Q: Brachter Bach Q: Bremeckesiepen Q: Elsmecke Q: Gleierbach Q: Hebbecker Siepen | |
| Kleiner Ahlertsberg (50° 53′ 54″ N, 8° 22′ 41″ O)                                                                                           | 597,8             | Südwittgensteiner Bergland                                                                    | 333.2                       | RHG (SL-RHG)        | Bad Laasphe – Banfe – Herbertshausen – Hesselbach – Laaspherhütte                                                         | SI                  | NW           | Windpark Hesselbach; Q: Auerbach Q: Wahbach (Wabach) | |
| Iberg (Assinghausen) (51° 18′ 23″ N, 8° 31′ 9″ O)                                                                                           | 596,3             | Bödefelder Mulde                                                                              | 333.80                      |                     | Olsberg – Assinghausen – Bruchhausen – Wiemeringhausen                                                                    | HSK                 | NW           | ND Iberg-Felsen und Strücker Stein, Grabeskapelle; Q: Assmecke Q: Schirmecke | |
| Hesseberg Nordostkuppe: Mittlere Kuppe: Südwestkuppe: (51° 12′ 31″ N, 8° 39′ 40″ O)                                                         | 596,2 595,2 592,0 | Hardt und Wipperberg, Medebacher Schiefe Ebene                                                | 332.51 332.40               | RHG (SL-RHG)        | Medebach – Am Krämershagen – Glindfeld – Hallacker – Küstelberg – Medebach (Ko)                                           | HSK                 | NW           | NSG: – Waldreservat Glindfeld (LP Medebach) – Krämershagen; Kloster Glindfeld (n); Q: Medebach | |
| Steimel Ostnordostkuppe: Westsüdwestkuppe: (50° 59′ 46″ N, 8° 17′ 0″ O)                                                                     | 595,8 588,6       | Erndtebrücker Leimstruth                                                                      | 333.12                      | RHG (SL-RHG)        | Erndtebrück – Erndtebrück (Ko) – Schameder – Leimstruth                                                                   | SI                  | NW           | Sendemast/-turm, Wasserbehälter; Q: Breitenbach | |
| Kappler Bracht (Kapplerbracht) (51° 3′ 23″ N, 8° 15′ 55″ O)                                                                                 | 592,2             | Auer Ederbergland                                                                             | 333.42                      | RHG (SL-RHG)        | Bad Berleburg – Aue – Wingeshausen Erndtebrück – Röspe Kirchhundem – Rüspe                                                | SI OE               | NW           | 2 Sendemasten/-türme; Q: Freberseifen (n) Q: Steinsbach (n) | |
| Schlossberg (Geisenberg, Schloßberg) (50° 58′ 27″ N, 8° 8′ 41″ O)                                                                           | 587,6             | Hilchenbacher Winkel, Siegerländer Rothaar-Vorhöhen, Lützeler Paß                             | 331.1 331.2 333.13          | RHG (SL-RHG)        | Hilchenbach – Grund – Lützel – Vormwald                                                                                   | SI                  | NW           | NSG Rothaarkamm und Wiesentäler; Ginsburg (mit Burgturm; AT); Q: Insbach Q: WiL-D-Bach | |
| Kleiner Prenzenbergerkopf (Nk v. Gr. Prenzenbergerk.) (Kl. Prenzenb. Kopf) (51° 2′ 35″ N, 8° 25′ 21″ O)                                     | 583,4             | Wilde Struth                                                                                  | 333.50                      | RHG (SL-RHG)        | Bad Berleburg – Bad Berleburg (Ko) – Arfeld – Schwarzenau – Wemlighausen                                                  | SI                  | NW           | NSG Oberes Steinbachtal | |
| Hebberg (51° 8′ 40″ N, 8° 8′ 42″ O) | 581,1             | Oberlennebergland                                                                             | 3362.52                     | RHG (SL-RHG)        | Lennestadt – Gleierbrück – Saalhausen Schmallenberg – Bracht                                                              | OE HSK              | NW           | NSG Espey | |
| Kalteiche (50° 48′ 0″ N, 8° 8′ 9″ O) | 579,9             | Kalteiche (mit Haincher Höhe), Südliches Siegener Bergland                                    | 333.00 331.04               | L-D-B               | Burbach – Würgendorf Wilnsdorf – Wilgersdorf – Wilnsdorf (Ko)                                                             | SI                  | NW           | NSG Ehemalige Grube „Neue Hoffnung“ (n); Bergrücken „Kalteiche“ (n), Gewerbegebiet Haiger-Kalteiche (n), Talbrücke Kalteiche (A 45; n), Windpark; Q: Eisernbach Q: Steinbach (n) Q: Weiß Q: Wiebelhäuser Bach Q: Wildebach (Wildenbach)                                            | Blick von Wilden zur Kalteiche |
| Nordhelle (Nenkersdorf) (50° 53′ 35″ N, 8° 12′ 38″ O)                                                                                       | 580,2             | Siegerländer Rothaar-Vorhöhen                                                                 | 331.2                       | RHG (SL-RHG)        | Netphen – Lahnhof – Nenkersdorf – Walpersdorf – Werthenbach                                                               | SI                  | NW           | Q: Altwiesenbach (Haardtbach; Au) | |
| Breitenberg (51° 2′ 26″ N, 8° 14′ 58″ O) | 574,0             | Auer Ederbergland                                                                             | 333.42                      | RHG (SL-RHG)        | Bad Berleburg – Aue Erndtebrück – Röspe                                                                                   | SI                  | NW           | NSG Rothaarkamm am Grenzweg | |
| Steimel (Elkeringhausen) Südwestkuppe: Nordostkuppe: (51° 11′ 26″ N, 8° 35′ 4″ O)                                                           | 573,4 567,4       | Hohe Seite                                                                                    | 333.7                       | RHG (SL-RHG)        | Winterberg – Elkeringhausen                                                                                               | HSK                 | NW           | Q: Röthmecke | |
| Stöppelkopf (51° 7′ 31″ N, 8° 8′ 0″ O) | 572,0             | Oberlennebergland                                                                             | 3362.52                     | RHG (SL-RHG)        | Lennestadt – Gleierbrück – Langenei – Stöppel                                                                             | OE                  | NW           | NSG Rümperholz; Q: Stöppelbach (Stürmke) | |
| Schwarzegrube (Schwarze Grube) (51° 0′ 19″ N, 8° 24′ 58″ O)                                                                                 | 569,5             | Südwittgensteiner Bergland Hatzfelder Bergland                                                | 333.2 332.10                | RHG (SL-RHG)        | Bad Berleburg – Arfeld – Dotzlar – Sassenhausen                                                                           | SI                  | NW           | NSG Großer Keller; Q: Eisbach Q: Hainbach | |
| Bollenberg s. a. Bollerberg (51° 10′ 35″ N, 8° 38′ 36″ O)                                                                                   | 565,8             | Hohe Seite, Medebacher Schiefe Ebene                                                          | 333.7 332.40                | RHG (SL-RHG)        | Medebach – Medelon | HSK                 | NW           | NSG: – Waldreservat Glindfeld (LP Medebach) – Orketal; Hubertushütte; Q: Heimecke (n) | |
| Burgberg (Burg) (Bad Laasphe) (50° 53′ 7″ N, 8° 20′ 19″ O)                                                                                  | 563,2             | Südwittgensteiner Bergland, Ederkopf- Lahnkopf- Rücken                                        | 333.2 333.01                | RHG (SL-RHG)        | Bad Laasphe – Bernshausen – Fischelbach – Hesselbach                                                                      | SI                  | NW           | Hesselbacher Wallburg, Ludwigstollen (n) | Burgberggipfel |
| Donnerhain Südostkuppe: Nordwestkuppe: (50° 46′ 34″ N, 8° 7′ 55″ O)                                                                         | 560,7 559,0       | Kalteiche (mit Haincher Höhe), Mittleres Hellertal                                            | 333.00 331.31               | RHG (SL-RHG)        | Burbach – Gilsbach – Würgendorf                                                                                           | SI                  | NW           | Q: Bachseifen (n) Q: Gretenbach Q: Heller | |
| Lumberg (51° 14′ 34″ N, 8° 14′ 3″ O) | 559,2             | Henneborner Täler und Rücken, Fredeburger Hügelland, Kobbenroder Riegel, Eslohe-Reister Senke | 333.84 335.11 335.3 335.4   |                     | Eslohe – Bremke – Beisinghausen Schmallenberg – Kirchilpe – Twismecke                                                     | HSK                 | NW           | Q: Bach durch Twismecke Q: Bach zur Reismecke | |
| Bromberg (51° 12′ 45″ N, 8° 40′ 41″ O) | 557,4             | Hardt und Wipperberg, Medebacher Schiefe Ebene                                                | 332.51 332.40               | RHG (SL-RHG)        | Medebach – Am Krämershagen – Bromberg – Küstelberg – Medebach (Ko)                                                        | HSK                 | NW           | NSG: – Bromberg-Steinbrüche – Die Erlen; Q: Medebach (n) | |
| Kleiner Buchholzberg s. a.: – Buchholz – Gr. Buchholzberg – Höfer Buchholzb. (50° 56′ 13″ N, 8° 20′ 59″ O)                                  | 557,1             | Südwittgensteiner Bergland                                                                    | 333.2                       | RHG (SL-RHG)        | Bad Laasphe – Bermershausen – Feudingerhütte – Herbertshausen – Laaspherhütte – Saßmannshausen                            | SI                  | NW           | Hof/Forsthaus Breitenbach; Q: Breitenbach Q: Wahlbach | |
| Alte Burg (Kunst Wittgenstein) (50° 56′ 8″ N, 8° 23′ 33″ O)                                                                                 | 554,0             | Südwittgensteiner Bergland                                                                    | 333.2                       | RHG (SL-RHG)        | Bad Laasphe – Bad Laasphe (Ko) – Kunst Wittgenstein                                                                       | SI                  | NW           | Wallanlage Alte Burg Laasphe, Louis-Reuss-Denkstein, Realschule Schloss Wittgenstein, Schloss Wittgenstein mit Gymnasium Schloss Wittgenstein (n) | |
| Bünte (51° 7′ 23″ N, 8° 6′ 30″ O) | 552,5             | Oberlennebergland                                                                             | 3362.52                     | RHG (SL-RHG)        | Lennestadt – Halberbracht – Kickenbach – Langenei – Stöppel                                                               | OE                  | NW           | | |
| Tiefenrother Höhe (50° 49′ 1″ N, 8° 10′ 22″ O)                                                                                              | 552,3             | Kalteiche (mit Haincher Höhe), Südliches Siegener Bergland                                    | 333.00 331.04               | L-D-B               | Haiger – Dillbrecht – Fellerdilln Wilnsdorf – Gernsdorf – Rudersdorf – Wilgersdorf                                        | LDK SI              | HE NW        | Rudersdorfer Tunnel, AP Nase im Wind; Q: Klingelseifen Q: Wahlbach | |
| Hellerkopf (50° 52′ 49″ N, 8° 12′ 5″ O) | 551,8             | Siegerländer Rothaar-Vorhöhen                                                                 | 331.2                       | RHG (SL-RHG)        | Netphen – Grissenbach – Helgersdorf – Nenkersdorf – Salchendorf – Walpersdorf – Werthenbach                               | SI                  | NW           | Q: Schalkenbach Q: Strubach (n) | |
| Herzogs Eiche (Herzogeiche) Südwestkuppe: Nordostkuppe: (51° 0′ 21″ N, 8° 27′ 17″ O)                                                        | 549,5 542,2       | Hatzfelder Bergland Südwittgensteiner Bergland                                                | 332.10 333.2                | RHG (SL-RHG)        | Bad Berleburg – Arfeld – Beddelhausen – Richstein – Schwarzenau                                                           | SI                  | NW           | NSG Eder zwischen Erndtebrück und Beddelhausen; Q: Fischebach Q: Gersbach Q: Leisebach (→ Eder) Q: Leisebach (→ Richsteinbach; n) | |
| Großer Buchholzberg s. a.: – Buchholz – Gr. Buchholzberg – Höfer Buchholzb. (50° 56′ 19″ N, 8° 21′ 59″ O)                                   | 549,4             | Südwittgensteiner Bergland                                                                    | 333.2                       | RHG (SL-RHG)        | Bad Laasphe – Bermershausen – Feudingerhütte – Herbertshausen – Laaspherhütte – Saßmannshausen                            | SI                  | NW           | NSG Buchenwälder und Wiesentäler Bad Laasphe; Huteweiher (n); Q: Wahlbach | |
| Ruthenberg Westkuppe: Ostkuppe: (51° 20′ 32″ N, 8° 31′ 40″ O)                                                                               | 543,0 536,3       | Ramsbecker Rücken und Schluchten, Bödefelder Mulde                                            | 333.81 333.80               |                     | Olsberg – Bruchhausen – Elleringhausen – Gierskopp                                                                        | HSK                 | NW           | Friedenskapelle | Blick von der Nordkuppe des Ginsterkopfs westwärts in das Tal des Gierskoppbachs mit Elleringhausen (mittig) und dem Ruthenberg (rechts); dahinter das Massiv von Heidkopf (links) und Olsberg (rechts) |
| Holzholzer Kopf (Hochholzer Kopf) (50° 46′ 31″ N, 8° 7′ 7″ O)                                                                               | 542,9             | Kalteiche (mit Haincher Höhe), Mittleres Hellertal                                            | 333.00 331.31               |                     | Burbach – Burbach (Ko) – Gilsbach – Würgendorf                                                                            | SI                  | NW           | Q: Bachseifen Q: Gretenbach Q: Rosenbach | |
| Bracht (Twismecke) s. a. Kappler Bracht (51° 14′ 33″ N, 8° 14′ 48″ O)                                                                       | 542,2             | Henneborner Täler und Rücken                                                                  | 333.84                      |                     | Eslohe – Beisinghausen – Landenbeck Schmallenberg – Kirchilpe – Twismecke                                                 | HSK                 | NW           | | |
| Gernsbacher Höhe Westsüdwestkuppe: Ostnordostkuppe: (50° 49′ 43″ N, 8° 11′ 9″ O)                                                            | 540,6 537,3       | Kalteiche (mit Haincher Höhe), Südliches Siegener Bergland                                    | 333.00 331.04               | L-D-B               | Haiger – Dillbrecht – Offdilln Wilnsdorf – Gernsdorf – Rudersdorf – Wilgersdorf                                           | LDK SI              | HE NW        | Q: Hermerichsborn Q: Klingelseifen | |
| Eben (51° 8′ 20″ N, 8° 12′ 24″ O) | 537,8             | Oberlennebergland                                                                             | 3362.52                     | RHG (SL-RHG)        | Schmallenberg – Harbecke – Hundesossen – Lenne                                                                            | HSK                 | NW           | Q: Bruchsiepen (n) | |
| Breitenberg (Kapplerbracht) (51° 3′ 6″ N, 8° 18′ 21″ O)                                                                                     | 537,1             | Auer Ederbergland                                                                             | 333.42                      | RHG (SL-RHG)        | Bad Berleburg – Aue – Wingeshausen                                                                                        | SI                  | NW           | Q: Adelbach | |
| Weisgesberg (50° 52′ 27″ N, 8° 22′ 18″ O)                                                                                                   | 536,1             | Südwittgensteiner Bergland Breidenbacher Grund                                                | 333.2 320.00                | RHG (SL-RHG)        | Bad Laasphe – Hesselbach – Fischelbach Breidenbach – Achenbach                                                            | SI MR               | NW HE        | Q: Achenbach Q: Boxbach | |
| Knollen (51° 9′ 38″ N, 8° 20′ 56″ O) | 533,0             | Fredeburger Kammer, Lennekessel                                                               | 335.1 333.6                 | RHG (SL-RHG)        | Schmallenberg – Niedersorpe – Oberkirchen – Winkhausen                                                                    | HSK                 | NW           | Ex Steinbrüche; Q: Bach am Winkhauserhammer (n) | |
| Heinenberg (50° 52′ 49″ N, 8° 11′ 13″ O) | 530,7             | Siegerländer Rothaar-Vorhöhen                                                                 | 331.2                       | RHG (SL-RHG)        | Netphen – Grissenbach – Helgersdorf – Nenkersdorf – Salchendorf – Werthenbach                                             | SI                  | NW           | Q: Hellsbach (Hälsbach; mit Quellbächen Große Hälsbach und Kleine Hälsbach) Q: Schalkenbach Q: Strubach | Heinenberg |
| Hülsenberg (Beisinghausen) (51° 14′ 51″ N, 8° 14′ 44″ O)                                                                                    | 530,0             | Henneborner Täler und Rücken                                                                  | 333.84                      |                     | Eslohe – Beisinghausen – Landenbeck – Reiste                                                                              | HSK                 | NW           | | |
| Robecker Berg (51° 10′ 19″ N, 8° 18′ 20″ O)                                                                                                 | 529,0             | Fredeburger Hügelland Schmallenberger Gründe                                                  | 335.11 335.10               |                     | Schmallenberg – Bad Fredeburg – Ebbinghof – Gleidorf – Obringhausen – Schmallenberg (Ko)                                  | HSK                 | NW           | Wasserbehälter; Q: Robecke Q: Wenne | |
| Simberg (50° 45′ 41″ N, 8° 5′ 27″ O) | 527,7             | Kalteiche (mit Haincher Höhe), Mittleres Hellertal                                            | 333.00 331.31               |                     | Burbach – Burbach – Gilsbach – Wahlbach – Würgendorf                                                                      | SI                  | NW           | NSG Gilsbachtal (n); Q: Fisselbach | Simberg; vorne links sein Westsüdwest-Ausläufer Simrich |
| Höfer Buchholzberg s. a.: – Buchholz – Gr. Buchholzberg – Kl. Buchholzberg (50° 56′ 39″ N, 8° 21′ 52″ O)                                    | 526,4             | Südwittgensteiner Bergland                                                                    | 333.2                       | RHG (SL-RHG)        | Bad Laasphe – Bermershausen – Feudingerhütte – Herbertshausen – Laaspherhütte – Saßmannshausen                            | SI                  | NW           | NSG Buchenwälder und Wiesentäler Bad Laasphe; Sendemast/-turm; Huteweiher (n); Q: Wahlbach | |
| Walkersdorfer Berg (50° 47′ 2″ N, 8° 5′ 44″ O)                                                                                              | 526,0             | Kalteiche (mit Haincher Höhe), Mittleres Hellertal                                            | 333.00 331.31               |                     | Burbach – Gilsbach – Würgendorf Wilnsdorf – Wilden                                                                        | SI                  | NW           | NSG Sehmbach-Quellgebiet; Sendemast/-turm; Landeskroner Weiher (n); Q: Bahlenbachseifen (Bahlenbachs Seifen) Q: Gilsbach | |
| Bracht (Löllinghausen) s. a. Kappler Bracht (51° 18′ 57″ N, 8° 18′ 46″ O)                                                                   | 523,0             | Oberruhrgesenke, Eslohe-Reister Senke                                                         | 335.0 335.4                 |                     | Meschede – Baldeborn – Beringhausen – Heggen – Löllinghausen – Löttmaringhausen – Remblinghausen                          | HSK                 | NW           | Q: Bieke (n) | |
| Ziegenberg (Hölzenberg) (51° 0′ 9″ N, 8° 1′ 14″ O)                                                                                          | 521,1             | Brachthäuser Hohe Waldberge, Littfelder Grund, Hilchenbacher Winkel                           | 333.40 331.00 331.1         | RHG (SL-RHG)        | Hilchenbach – Müsen Kirchhundem – Silberg Kreuztal – Burgholdinghausen – Littfeld                                         | SI OE SI            | NW           | NSG Grubengelände und Wälder bei Burgholdinghausen; Bergbauwüstung Altenberg; Q: Die Heimkaus (Heimkaus; Heiminkhaus; n) Q: Heinrichquelle (n) Q: Rothenbach | |
| Bautenberg (Baudenberg) (50° 47′ 35″ N, 8° 4′ 55″ O)                                                                                        | 512,9             | Kalteiche (mit Haincher Höhe), Nördliches Hellerbergland                                      | 333.00 331.30               |                     | Burbach – Gilsbach Wilnsdorf – Wilden                                                                                     | SI                  | NW           | Q: Bahlenbachseifen (Bahlenbachs Seifen) (n) Volkersbach | Blick von einer Stelle nahe der Bundesautobahn 45 zum Bautenberg |
| Leyberg (Nk v. Alte Burg) (50° 55′ 42″ N, 8° 9′ 9″ O)                                                                                       | 512,0             | Siegerländer Rothaar-Vorhöhen                                                                 | 331.2                       | RHG (SL-RHG)        | Netphen – Afholderbach – Brauersdorf – Eschenbach                                                                         | SI                  | NW           | Obernautalsperre (n); Q: Burbach (Leybach) | |
| Auf den Plätzen (50° 53′ 48″ N, 8° 10′ 43″ O)                                                                                               | 509,4             | Siegerländer Rothaar-Vorhöhen                                                                 | 331.2                       | RHG (SL-RHG)        | Netphen – Grissenbach – Nauholz – Nenkersdorf                                                                             | SI                  | NW           | Q: Grissenbach (n) Q: Hembach Q: Hirschbach | |
| Großer Bohnstein Westkuppe: Ostkuppe: (50° 52′ 59″ N, 8° 21′ 2″ O)                                                                          | 500,5 497,6       | Südwittgensteiner Bergland                                                                    | 333.2                       | RHG (SL-RHG)        | Bad Laasphe – Hesselbach – Fischelbach                                                                                    | SI                  | NW           | NSG Großer Bohnstein; Skigebiet Hesselbach | Nordflanke des Großen Bohnstein mit Skilift und -pisten des Skigebiets Hesselbach |
| Hahnberg Südkuppe: Nordkuppe: (50° 45′ 55″ N, 8° 7′ 6″ O)                                                                                   | 498,8 496,3       | Kalteiche (mit Haincher Höhe), Mittleres Hellertal                                            | 333.00 331.31               |                     | Burbach – Würgendorf | SI                  | NW           | Q: Bachseifen | |
| Halberg (50° 52′ 50″ N, 8° 22′ 10″ O) | 495,2             | Südwittgensteiner Bergland                                                                    | 333.2                       | RHG (SL-RHG)        | Bad Laasphe – Hesselbach – Fischelbach                                                                                    | SI                  | NW           | Halberg-Arena (Sportplatz; 478,4 m) | Der Halberg (mittig links) und Burgberg (hinten rechts) |
| Steimel (Gilsbach) (50° 46′ 48″ N, 8° 4′ 55″ O)                                                                                             | 489,7             | Kalteiche (mit Haincher Höhe), Nördliches Hellerbergland, Mittleres Hellertal                 | 333.00 331.30 331.31        |                     | Burbach – Gilsbach Wilnsdorf – Wilden                                                                                     | SI                  | NW           | Q: Bahlenbachseifen (Bahlenbachs Seifen) Q: Bruchwaldquelle Q: Gilsbach (n) | |
| Kahle (51° 7′ 17″ N, 8° 4′ 35″ O) | 479,6             | Oberlennebergland, Kobbenroder Riegel                                                         | 3362.52 335.3               | RHG (SL-RHG)        | Lennestadt – Altenhundem – Meggen                                                                                         | OE                  | NW           | Wallburg Kahle; Q: Faule Butterbach (Faulebutter Siepen) Q: Kehlbecker Siepen | Blick nordostwärts über Lennestadt-Meggen hinweg zur Kahle mit im Hintergrund befindlicher Kuhhelle und dortigem Sendeturm                                                                              |
| Nollenkopf (50° 54′ 21″ N, 8° 9′ 41″ O) | 479,1             | Siegerländer Rothaar-Vorhöhen                                                                 | 331.2                       | RHG (SL-RHG)        | Netphen – Beienbach – Brauersdorf – Deuz – Grissenbach – Nauholz – Nenkersdorf – Obernau                                  | SI                  | NW           | Q: Kälberseifen Q: Wüste Beienbach | |
| Auf der Noll Südwestkuppe: Nordostkuppe: (50° 52′ 42″ N, 8° 10′ 22″ O)                                                                      | 474,1 473,0       | Siegerländer Rothaar-Vorhöhen                                                                 | 331.2                       | RHG (SL-RHG)        | Netphen – Deuz – Grissenbach – Salchendorf                                                                                | SI                  | NW           | Q: Hellsbach (Hälsbach; mit Quellbach Große Hälsbach) | Blick durchs Siegtal zum Berg Auf der Noll |
| Schmallenberg (51° 9′ 8″ N, 8° 12′ 25″ O)                                                                                                   | 472,8             | Oberlennebergland                                                                             | 3362.52                     | RHG (SL-RHG)        | Schmallenberg – Harbecke – Hundesossen – Lenne                                                                            | HSK                 | NW           | | |
| Sterndill (50° 53′ 44″ N, 8° 9′ 34″ O) | 470,1             | Siegerländer Rothaar-Vorhöhen                                                                 | 331.2                       | RHG (SL-RHG)        | Netphen – Beienbach – Grissenbach – Deuz                                                                                  | SI                  | NW           | Q: Grissenbach (n) Q: Wüste Beienbach (n) | |
| Wildenberg (50° 47′ 46″ N, 8° 6′ 12″ O) | 469,1             | Kalteiche (mit Haincher Höhe), Südliches Siegener Bergland, Nördliches Hellerbergland         | 333.00 331.04 331.30        |                     | Burbach – Gilsbach Wilnsdorf – Wilden – Wilnsdorf (Ko)                                                                    | SI                  | NW           | Grube Landeskrone; Landeskroner Weiher (n); Q: Wildebach (Wildenbach) (n) | |
| Gösberg (50° 54′ 22″ N, 8° 8′ 27″ O) | 461,1             | Siegerländer Rothaar-Vorhöhen                                                                 | 331.2                       | RHG (SL-RHG)        | Netphen – Beienbach – Brauersdorf                                                                                         | SI                  | NW           | Q: Busenbach (n) Q: Beienbach (n) | |
| Haven (51° 19′ 6″ N, 8° 29′ 33″ O) | 455,0             | Bödefelder Mulde, Ramsbecker Rücken und Schluchten                                            | 333.80 333.81               |                     | Olsberg – Assinghausen – Wulmeringhausen                                                                                  | HSK                 | NW           | NSG Negertal (n) – Ruhrtal zwischen Olsberg und Assinghausen (n) | |
| Simrich (50° 45′ 24″ N, 8° 4′ 29″ O) | 442,4             | Kalteiche (mit Haincher Höhe), Mittleres Hellertal                                            | 333.00 331.31               |                     | Burbach – Burbach (Ko) – Gilsbach – Wahlbach                                                                              | SI                  | NW           | NSG Gilsbachtal (n); Q: Fisselbach (n) | Blick von Wahlbach südsüdwestwärts zum Simrich |
| Hambühl (50° 53′ 53″ N, 8° 7′ 51″ O) | 401,3             | Siegerländer Rothaar-Vorhöhen                                                                 | 331.2                       | RHG (SL-RHG)        | Netphen – Beienbach | SI                  | NW           | Sendemast/-turm (n) | |
| Hardt (50° 53′ 25″ N, 8° 8′ 1″ O) | 380,4             | Siegerländer Rothaar-Vorhöhen                                                                 | 331.2                       | RHG (SL-RHG)        | Netphen – Deuz | SI                  | NW           | | |

## Abkürzungen
Die in der Tabelle verwendeten Abkürzungen (alphabetisch sortiert) bedeuten:
Landkreise (Kfz-Kennzeichen):
- HSK = Hochsauerlandkreis (Nordrhein-Westfalen)
- KB = Landkreis Waldeck-Frankenberg (Hessen)
- LDK = Lahn-Dill-Kreis (Hessen)
- MR = Landkreis Marburg-Biedenkopf (Hessen)
- OE = Kreis Olpe (Nordrhein-Westfalen)
- SI = Kreis Siegen-Wittgenstein (Nordrhein-Westfalen)

Länder (Bundesländer; ISO 3166-2):
- HE = Hessen
- NW = Nordrhein-Westfalen

Naturparke:
- D-See = Naturpark Diemelsee (Hessen und Nordrhein-Westfalen)
- L-D-B = Naturpark Lahn-Dill-Bergland (Hessen)
- RHG = Naturpark Rothaargebirge (ging 2015 im Naturpark Sauerland-Rothaargebirge (SL-RHG) auf; Nordrhein-Westfalen)
- SL-RHG = siehe bei RHG

Sonstiges:
- AP = Aussichtsplattform / Aussichtspunkt
- AT = Aussichtsturm
- DJH = Deutsches Jugendherbergswerk
- Dk = Denkmal
- Ex = ehemalig
- Gr. = Große/r
- JH = Jugendherberge
- KD = Kulturdenkmal
- Kl. = Kleine/r
- Ko = Kernort (Hauptort) einer Gemeinde/Stadt – siehe auch Kernstadt
- LP = Landschaftsplan
- m = Höhe in Meter (m) über Normalhöhennull (NHN; wenn nicht anders angegeben laut im Spaltenkopf genanntem [1])
- n = nahe (in der Nähe)
- ND = Naturdenkmal
- Nk = Nebenkuppe
- Nr./Nrn. = Nummer/Nummern (steht hier für Naturraum/-räume)
- NSG = Naturschutzgebiet
- Q = Quelle
- s. a. = siehe auch